# اوفیتزی
گالری اوفیتزی (ایتالیایی: 'Galleria degli Uffizi') از موزه‌های هنر در ایتالیا است. این موزه که در شهر فلورانس واقع شده در زمره قدیمی‌ترین و مشهورترین موزه‌های هنر اروپا و جهان است.
در سال‌های اخیر، موزه اوفیتزی پروژه‌های بازسازی گسترده‌ای را پشت سر گذاشته‌است. از جمله مهم‌ترین تغییرات می‌توان به افتتاح “گالری‌های جدید رنسانس” در سال ۲۰۱۸ اشاره کرد که مجموعه‌ای از آثار قرون پانزدهم و شانزدهم را با نمایشگاهی مدرن‌تر ارائه می‌دهد.
همچنین، از سال ۲۰۲۱ برنامه‌های دیجیتال موزه گسترش یافته و بازدید مجازی از بخش‌های مختلف موزه برای عموم امکان‌پذیر شده‌است.

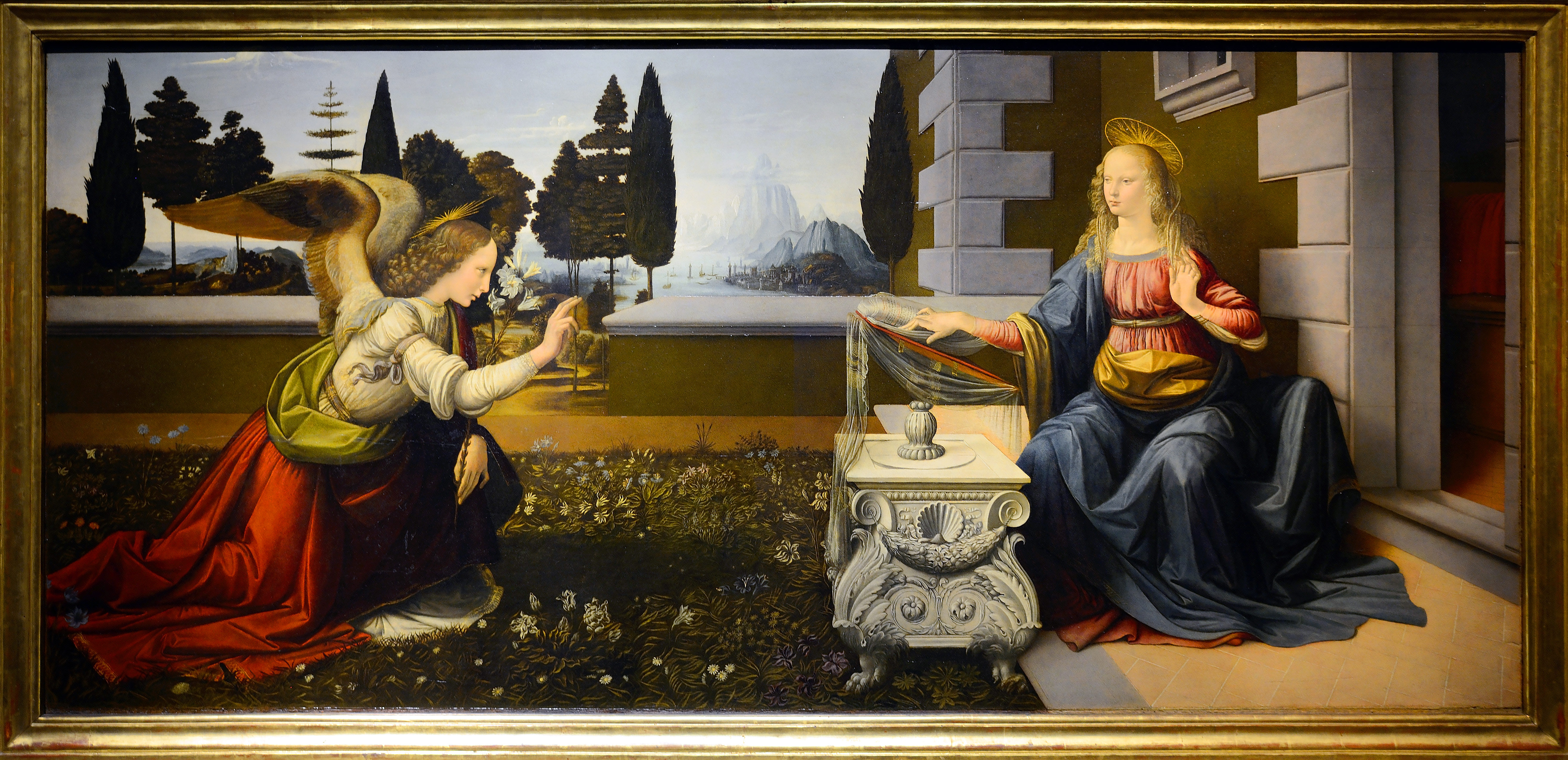
بشارت نام اثری از لئوناردو داوینچی است که در حوالی ۱۴۷۲ خلق شد. این اثر به ماجرای بشارت داده‌شدن مریم توسط جبرئیل مبنی بر باردار بودن فرزندی به نام یشوع اشاره دارد. این اثر در موزه اوفیتزی نگه‌داری می‌شود.

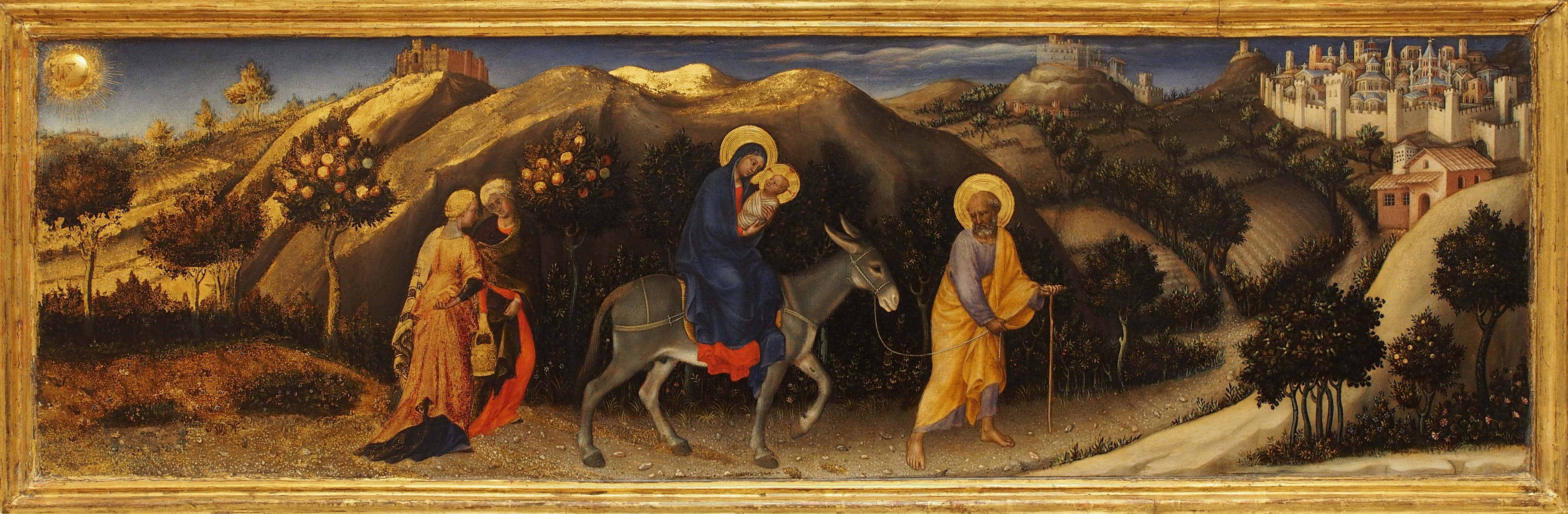
فرار به مصر نام اثری است از جنتیله دا فابریانو به‌سال ۱۴۲۳ میلادی که داستان فرار به مصر در انجیل مَتّی را به تصویر کشیده‌است. این اثر اکنون در گالری اوفیتزی نگه‌داری می‌شود.

## نگارخانه

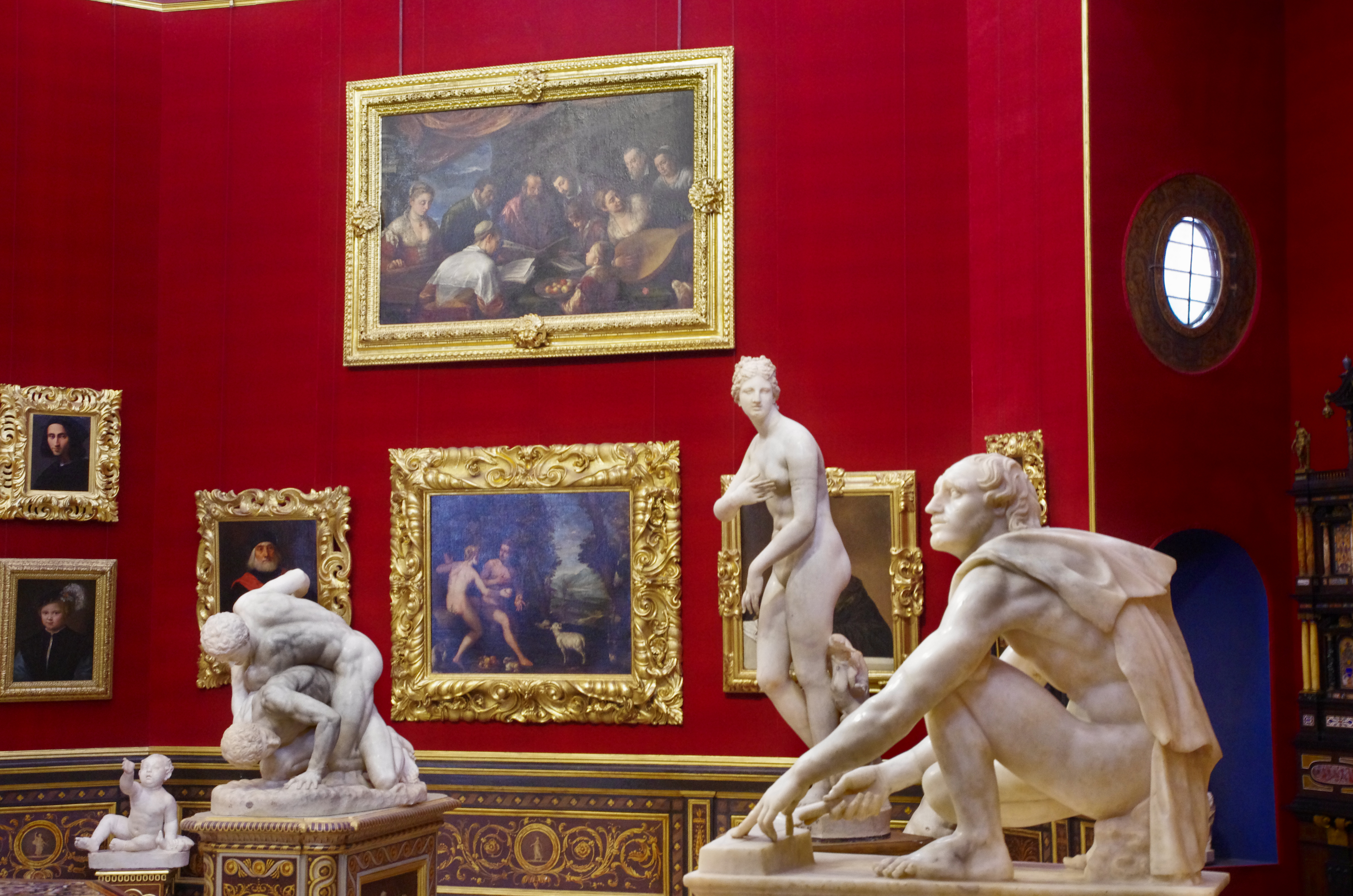
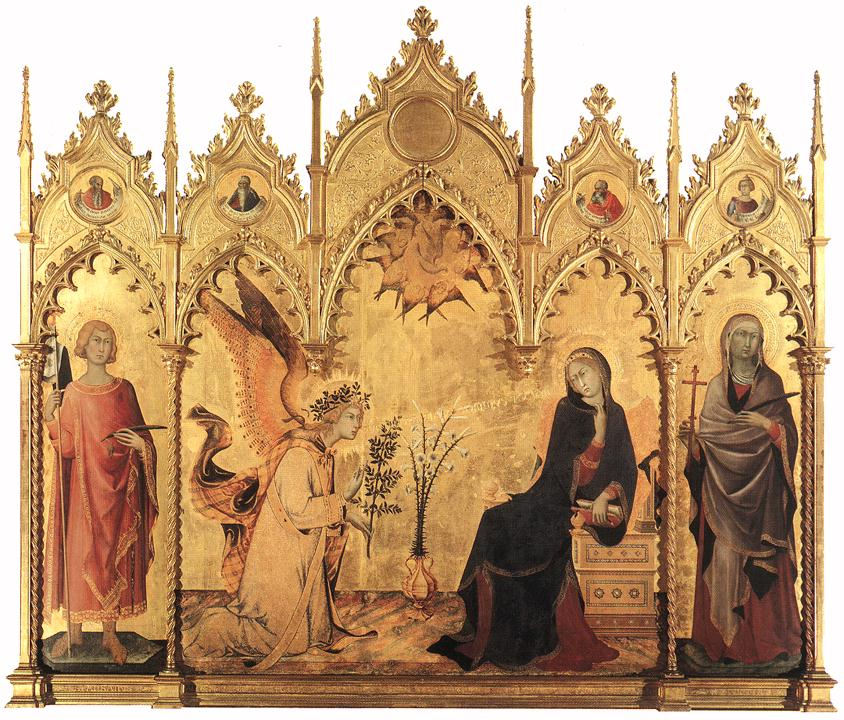
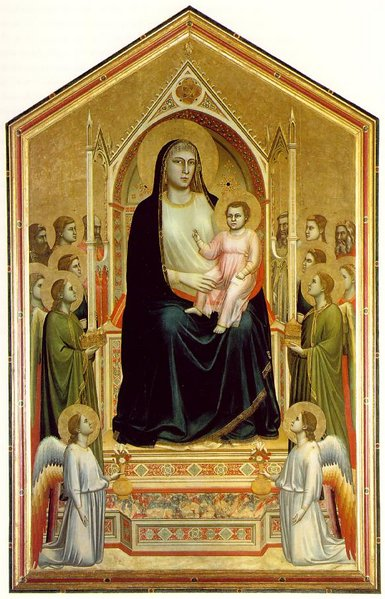
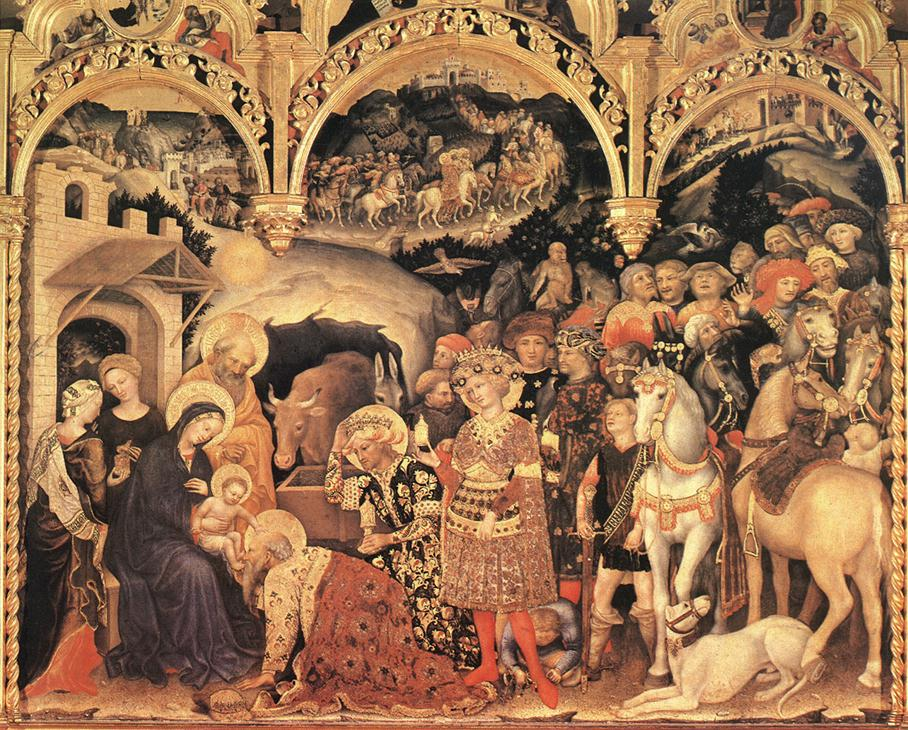
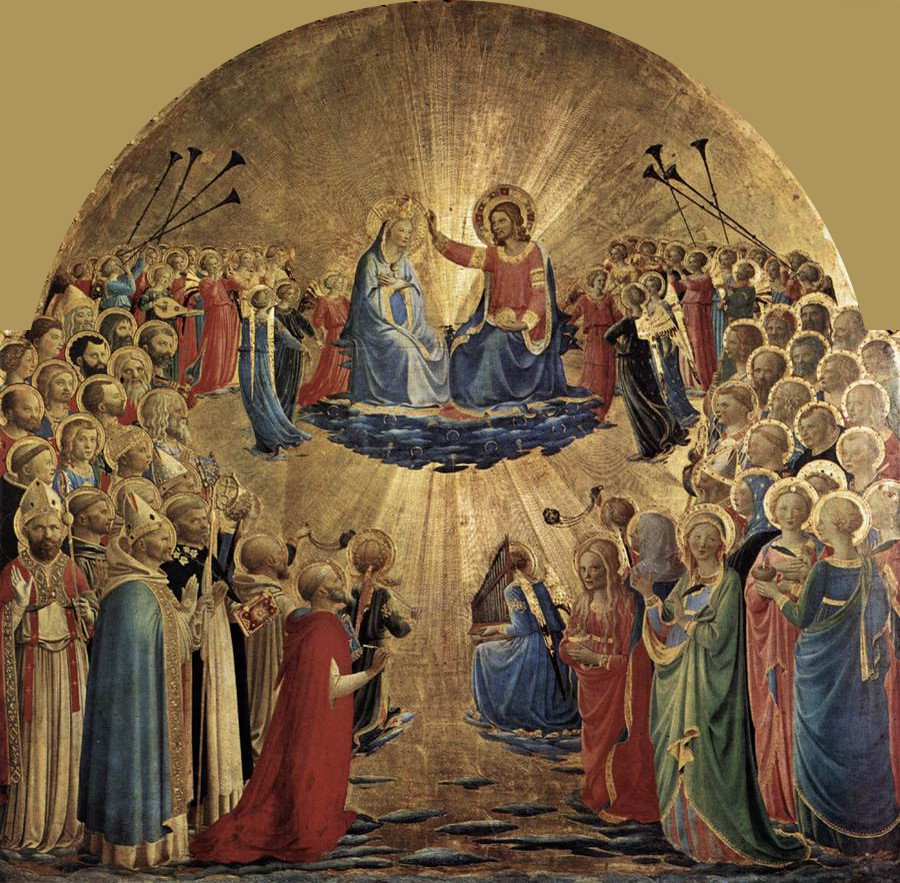
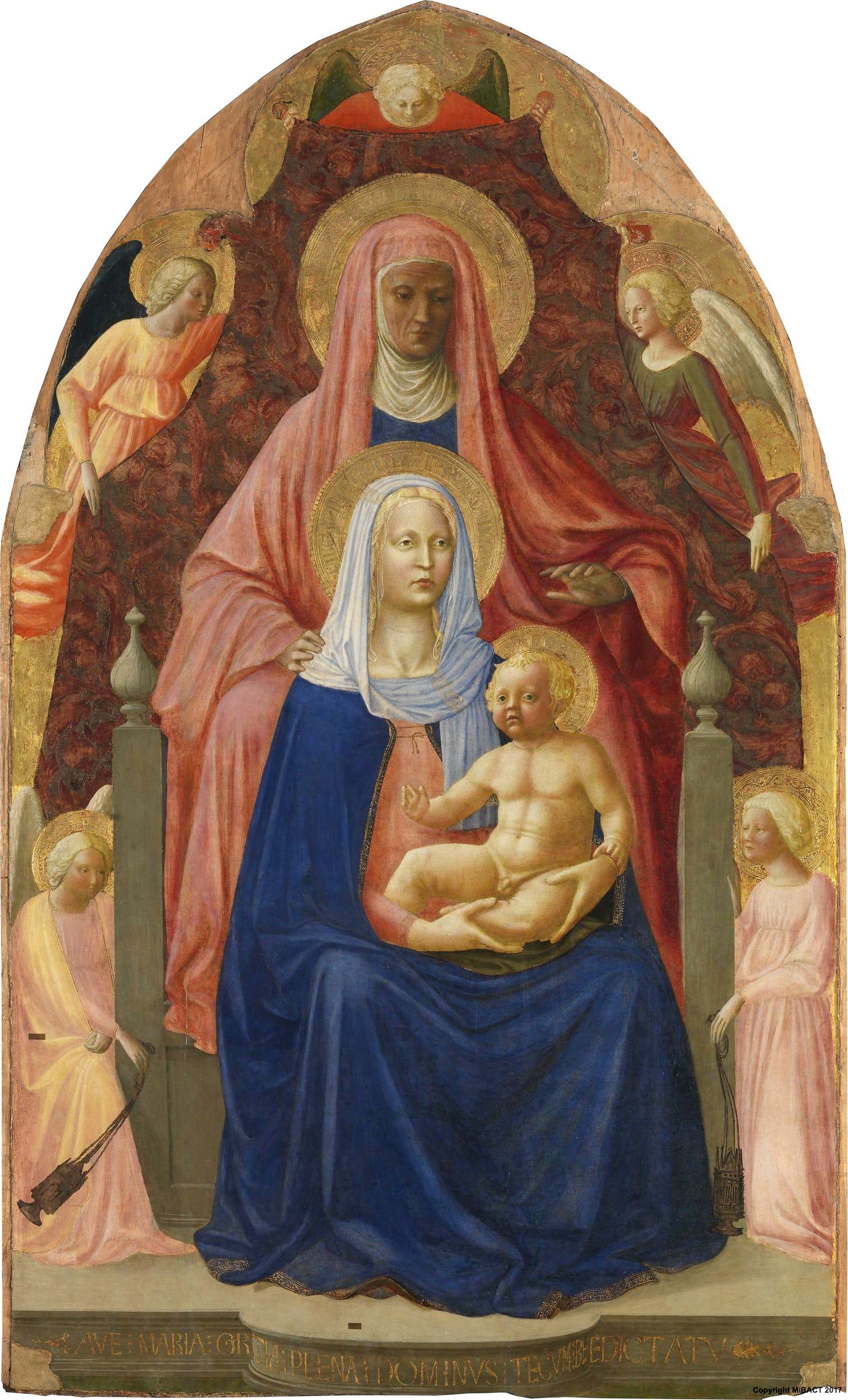
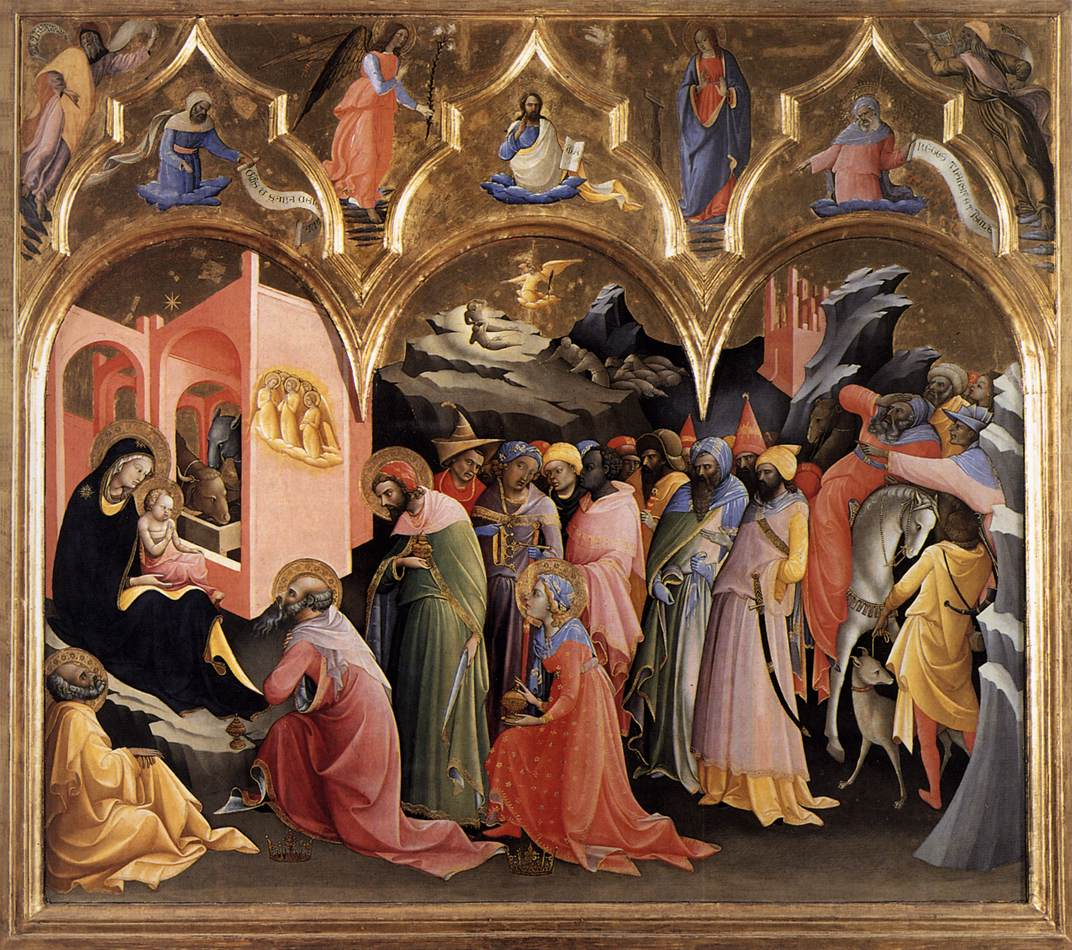
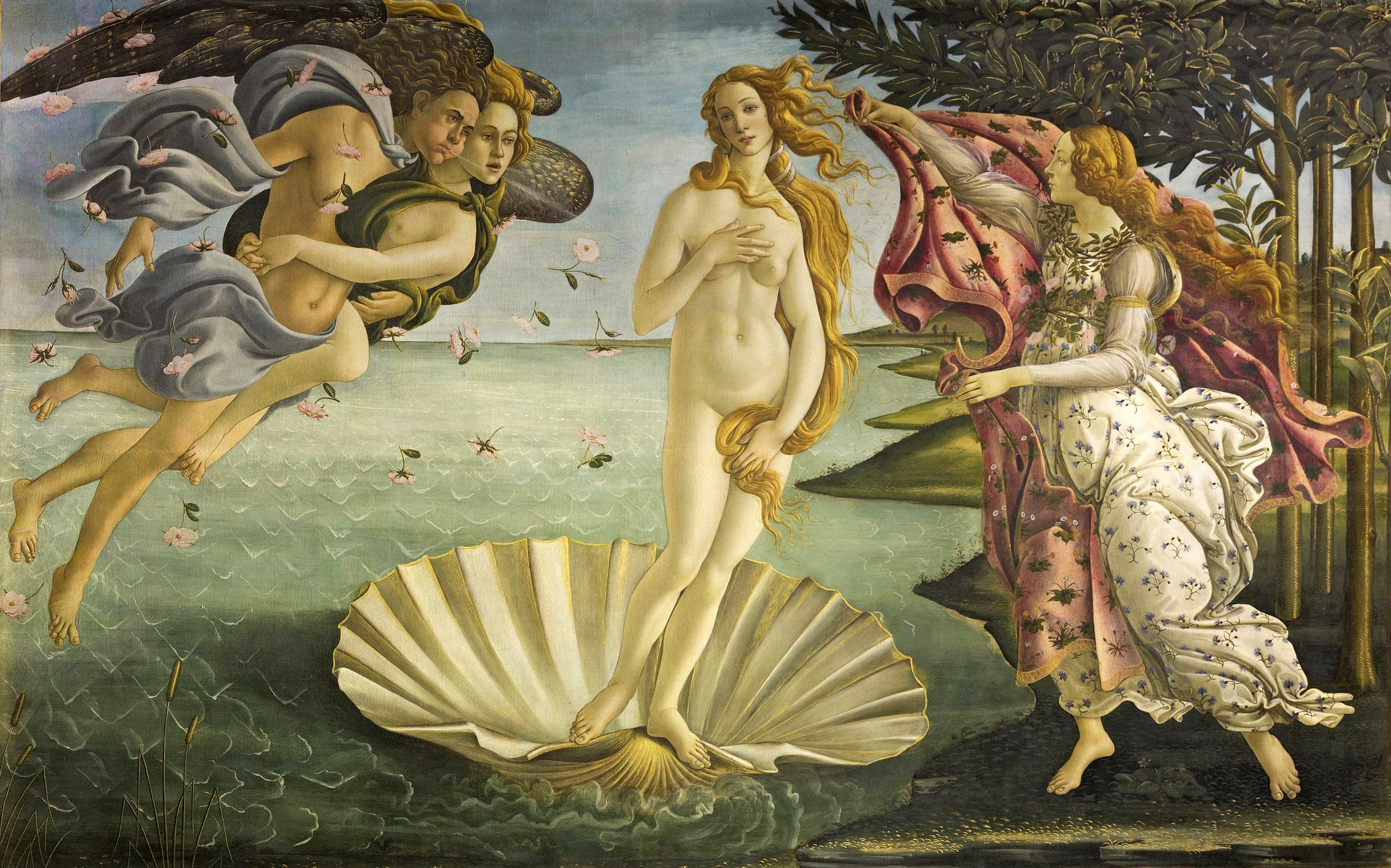
زایش ونوس
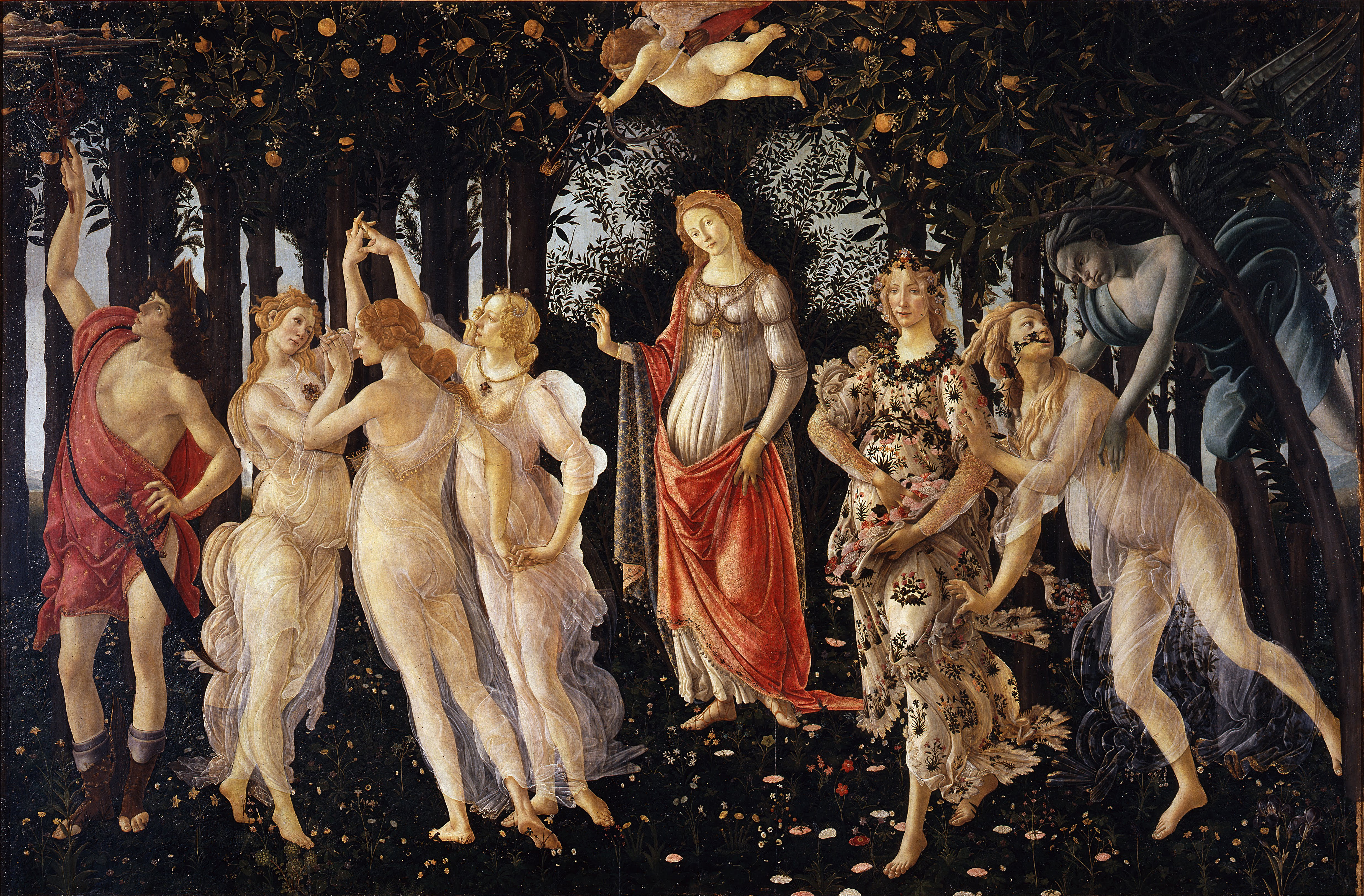
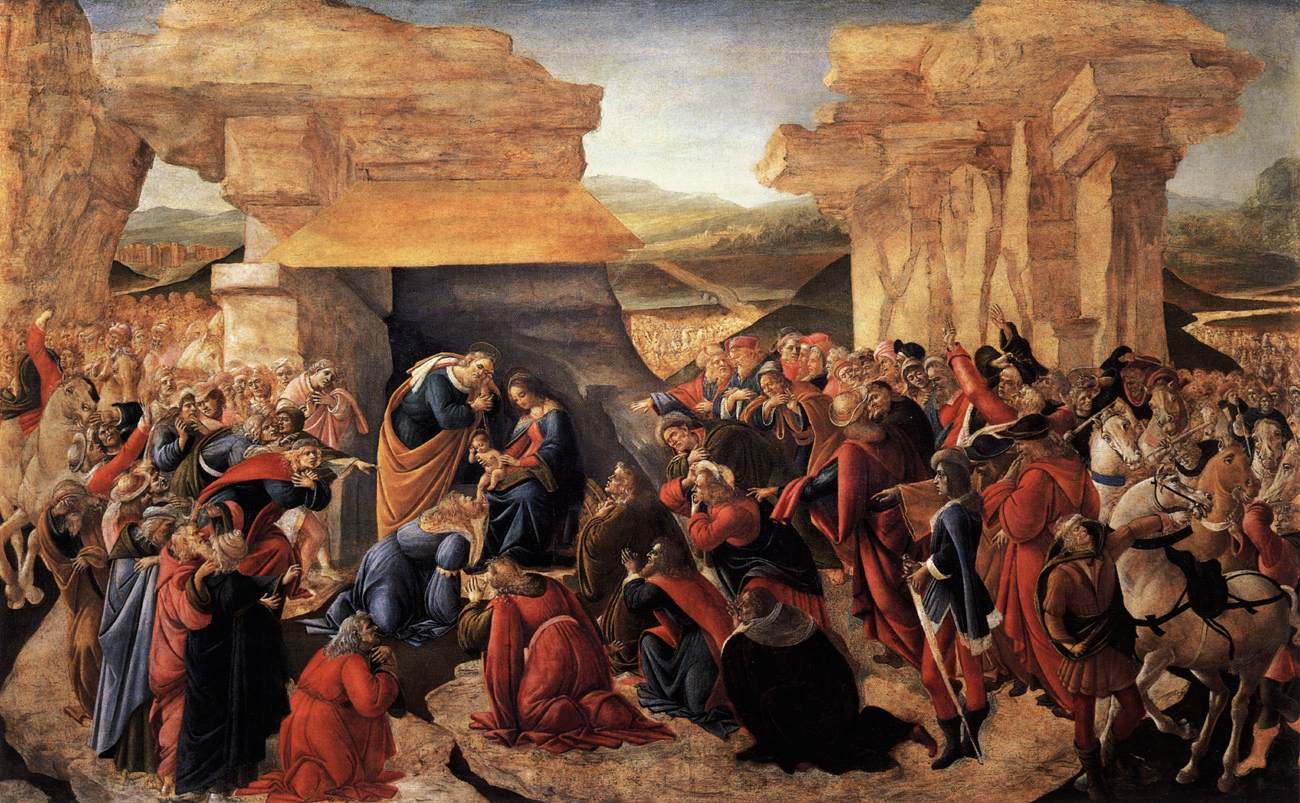
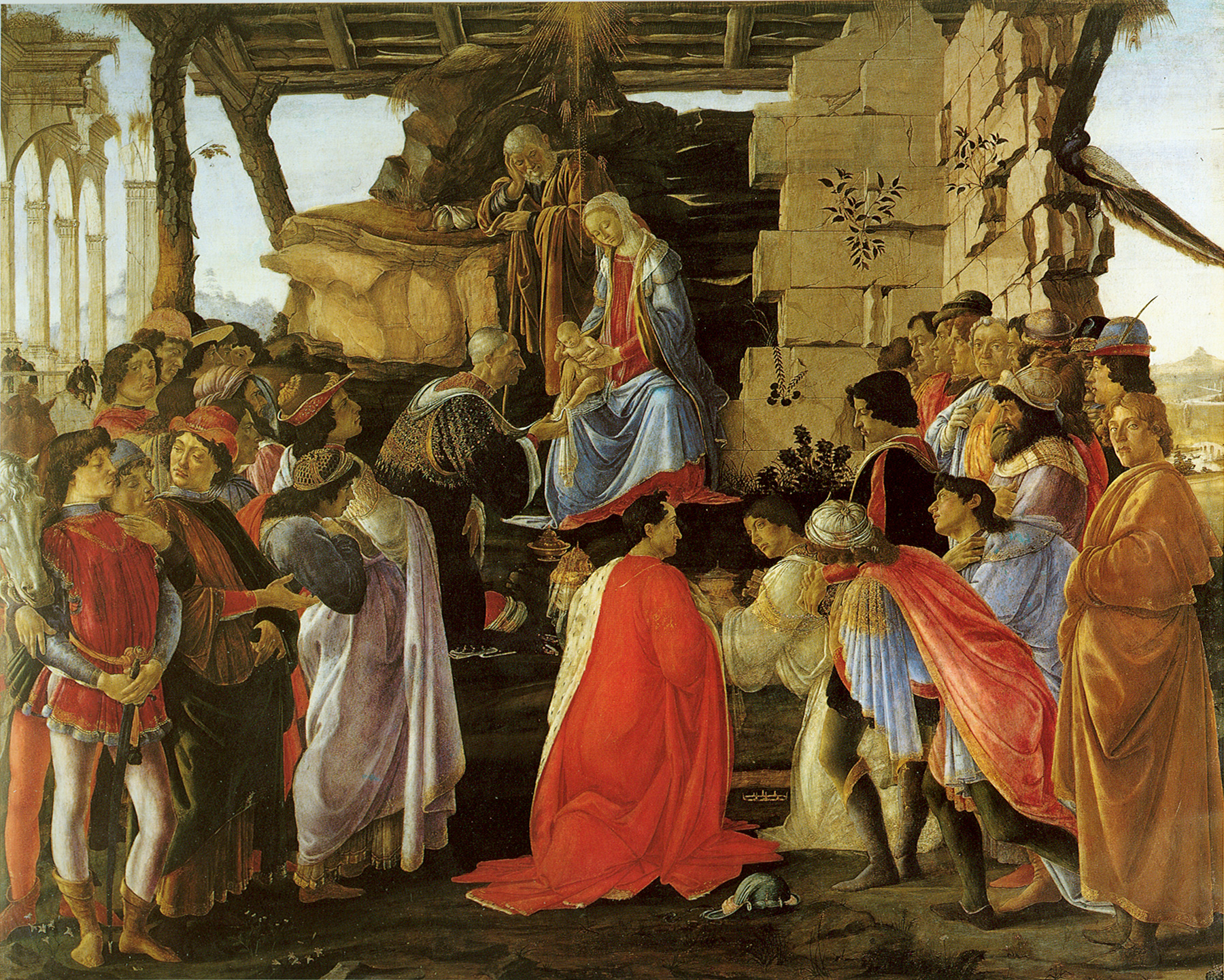
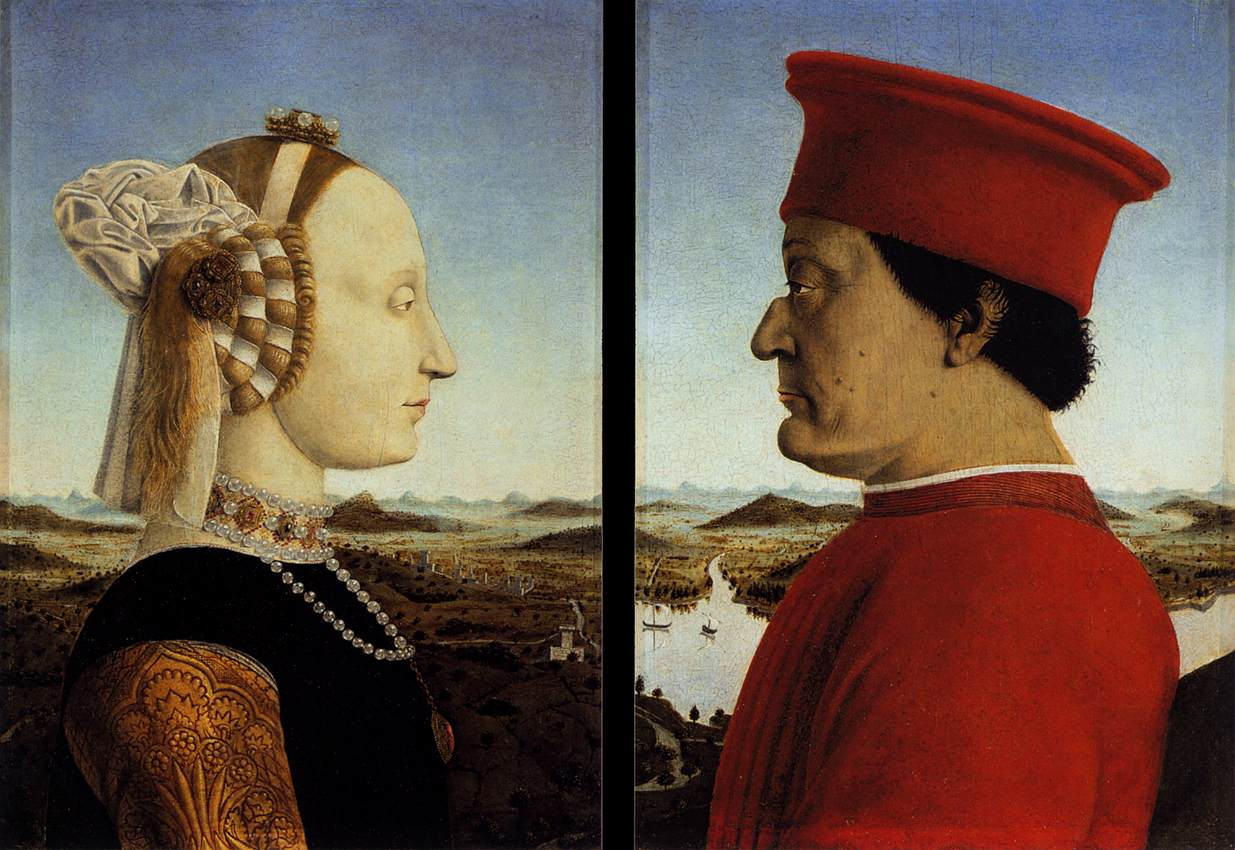
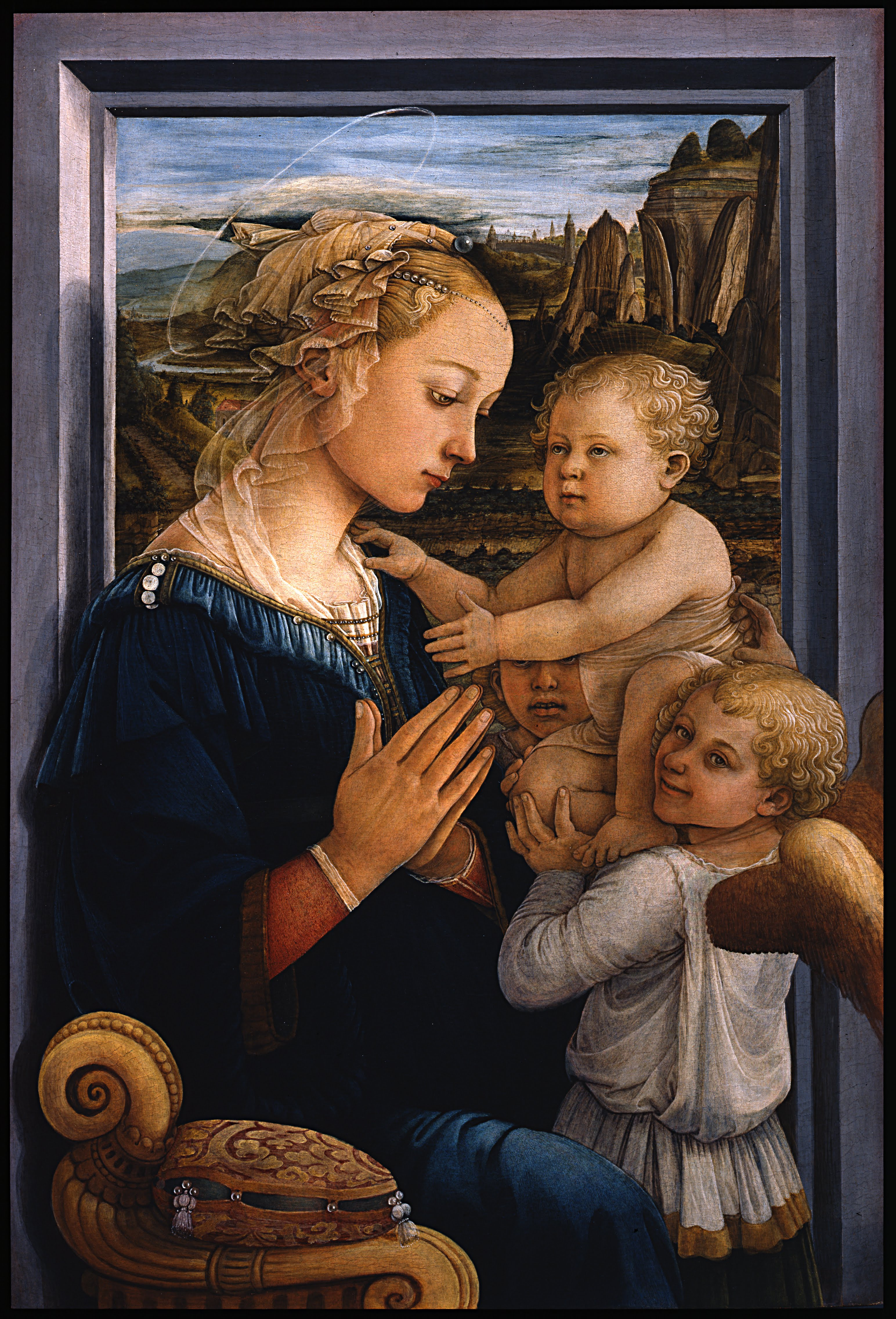
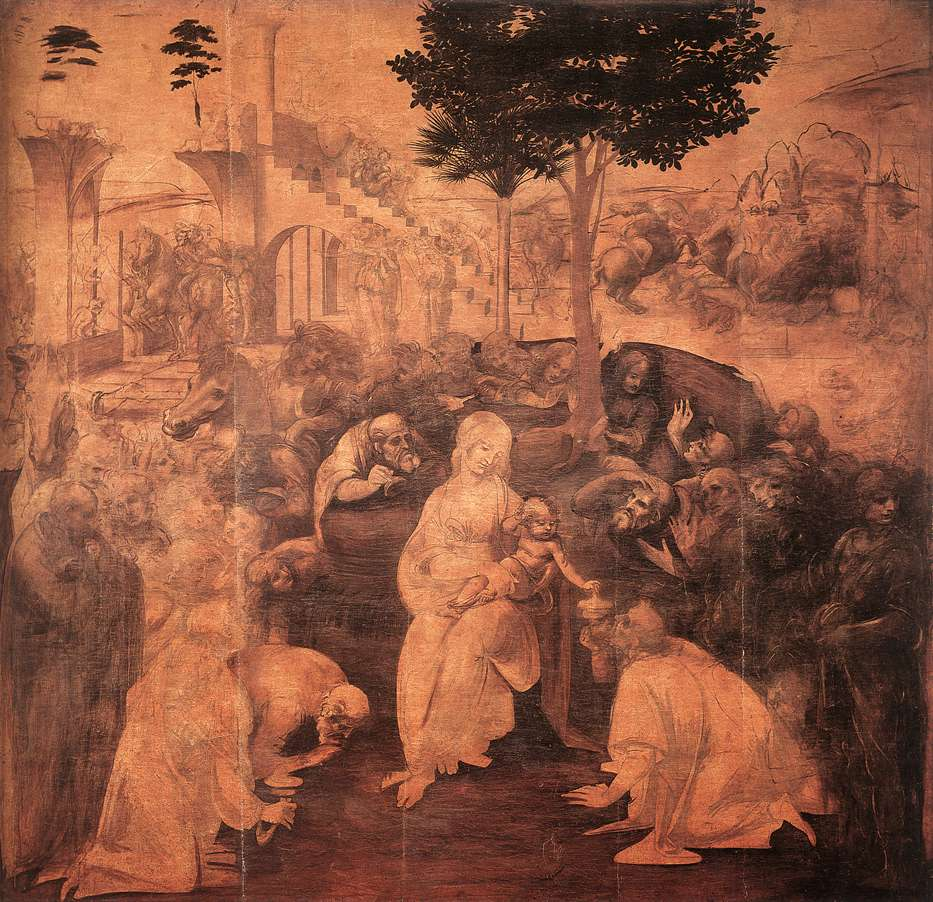
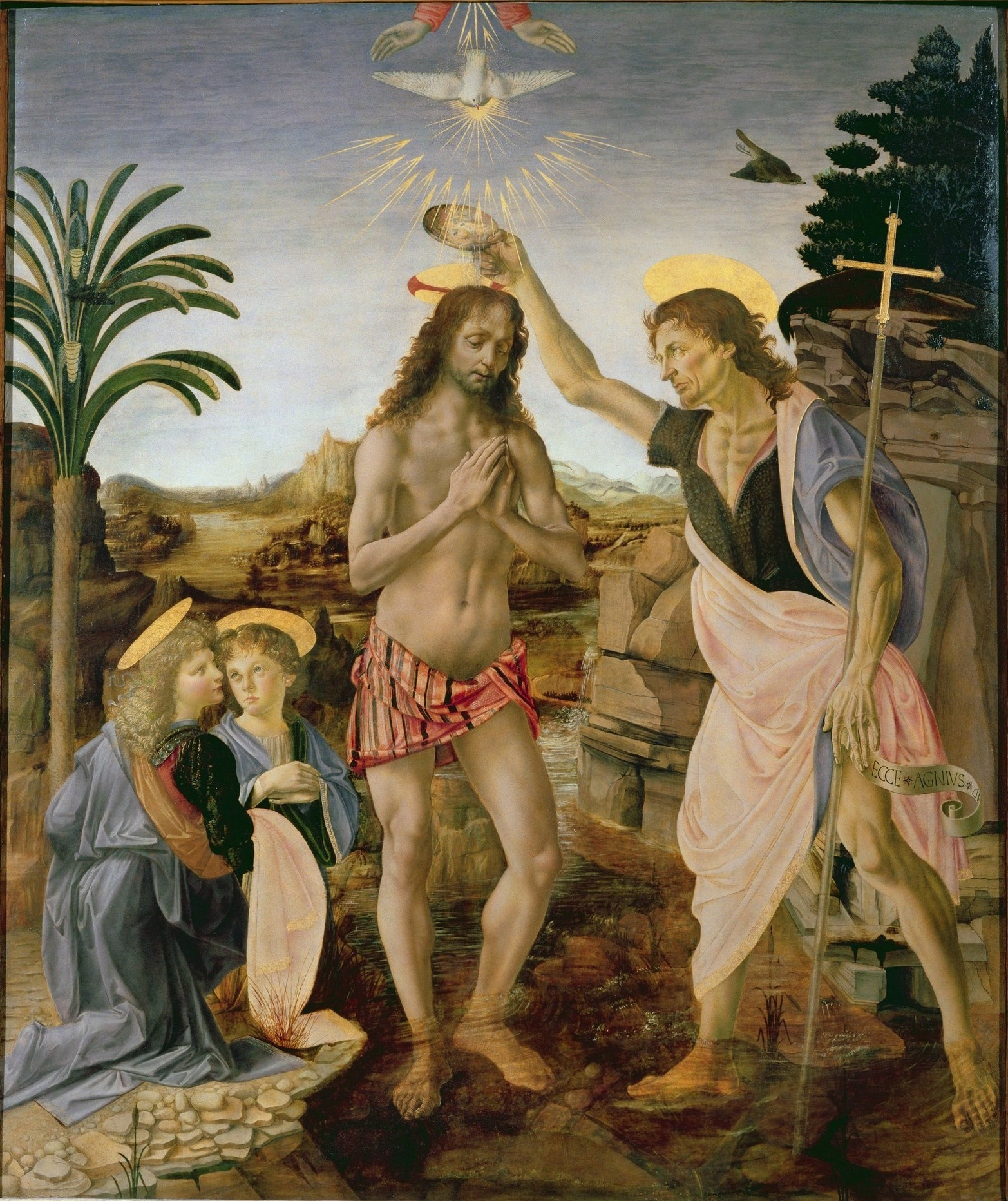
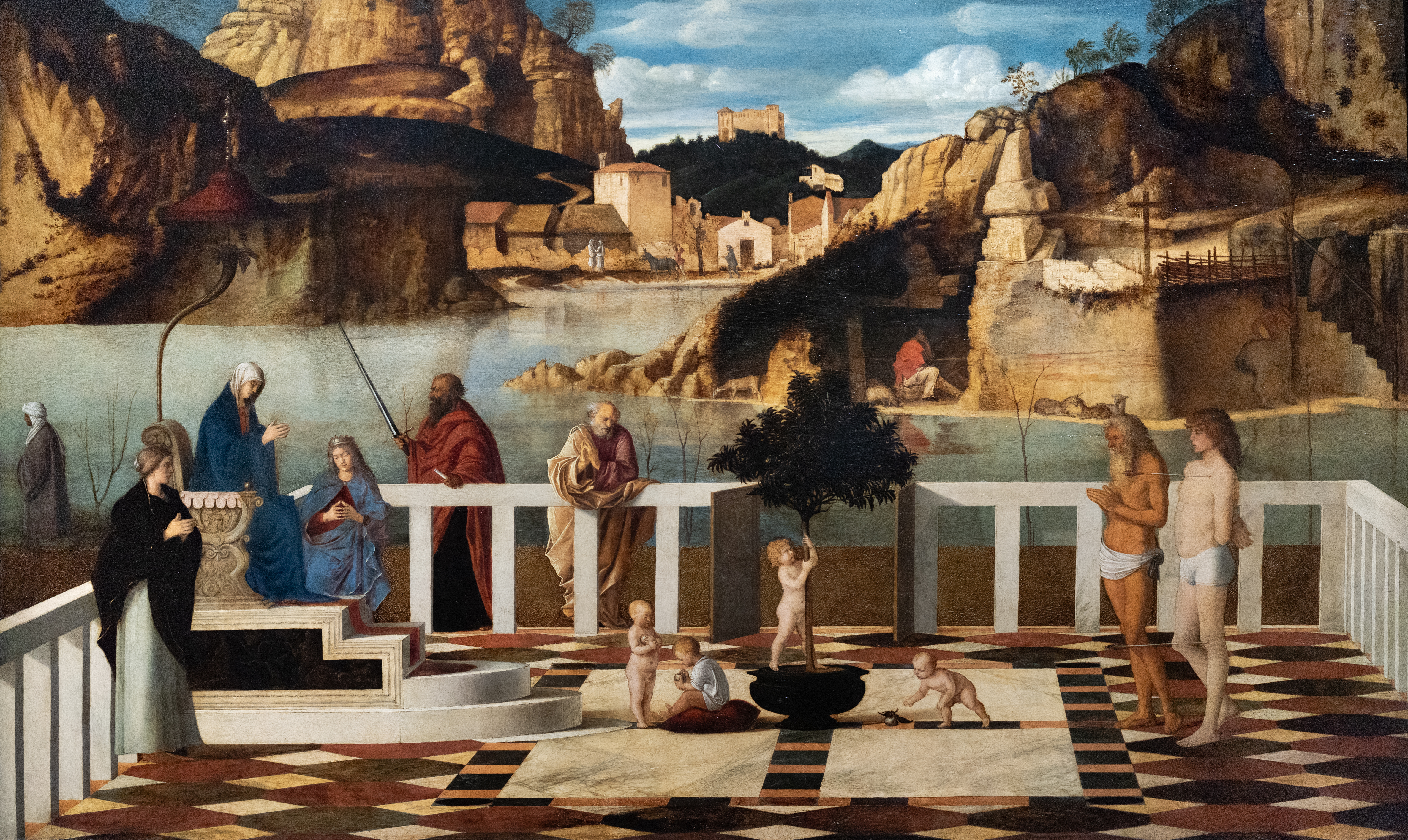
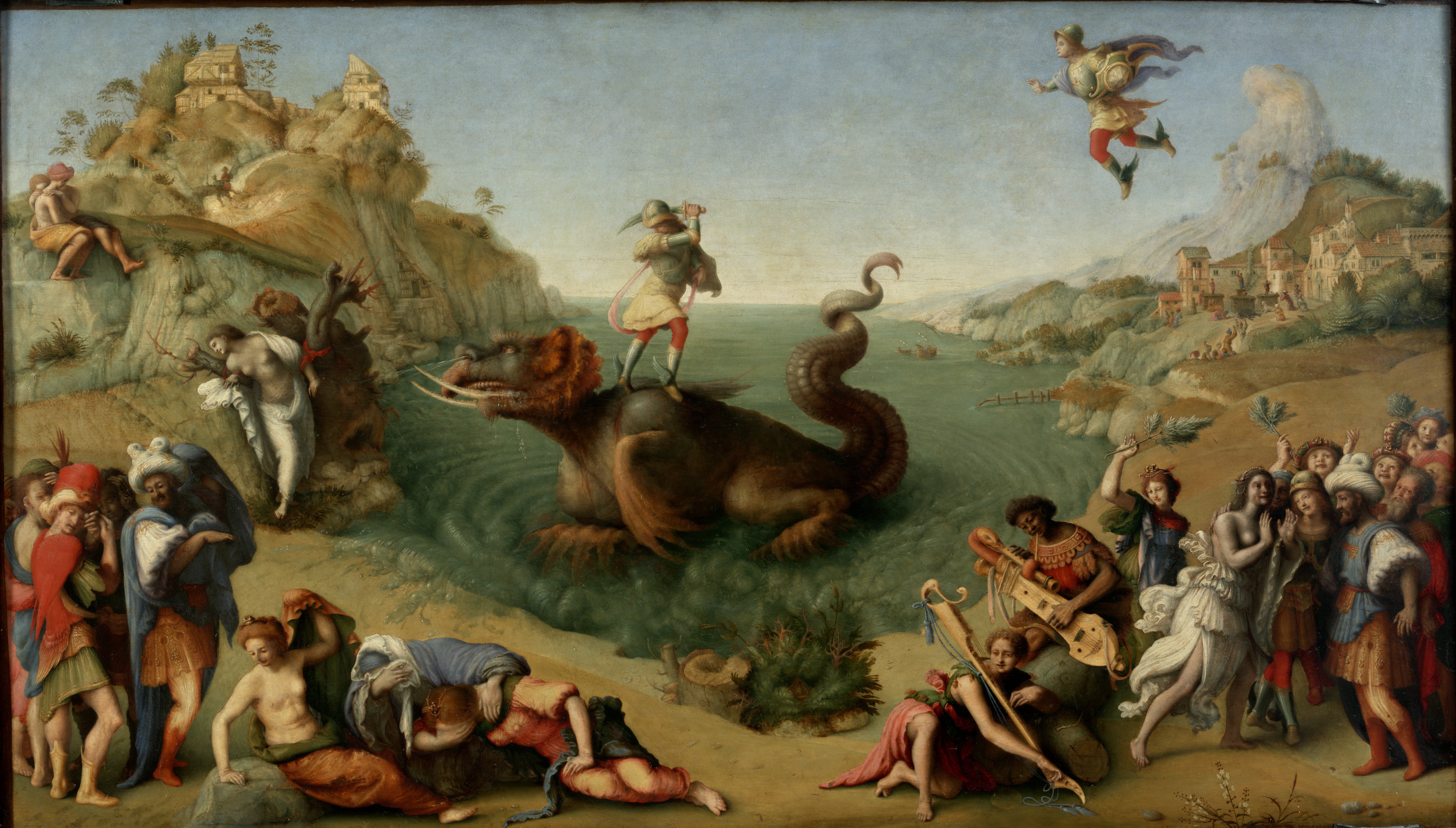
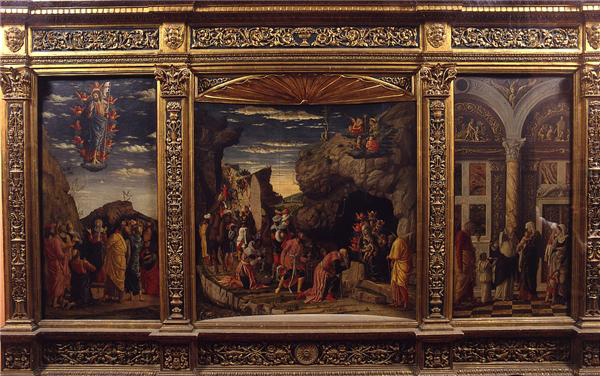
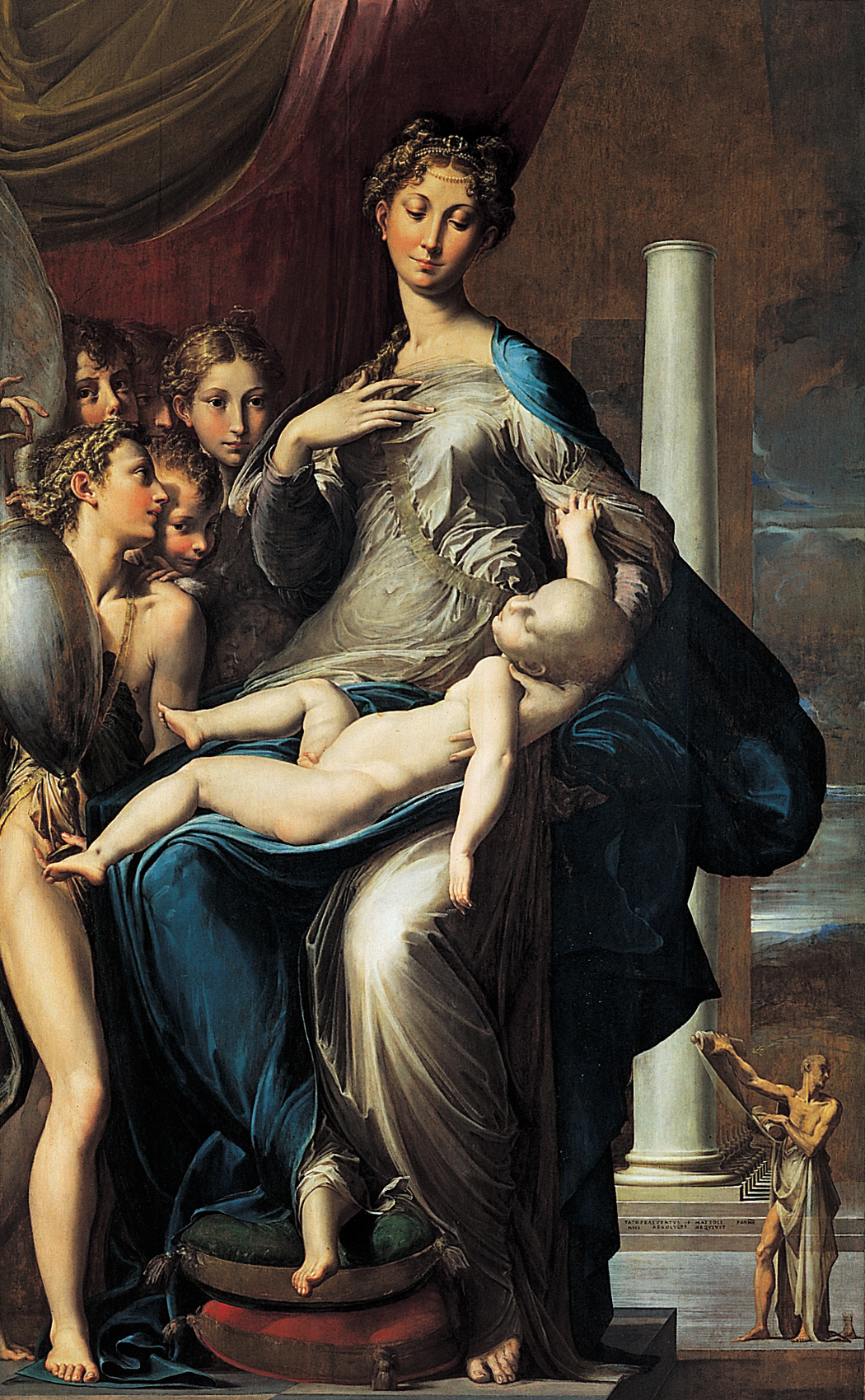
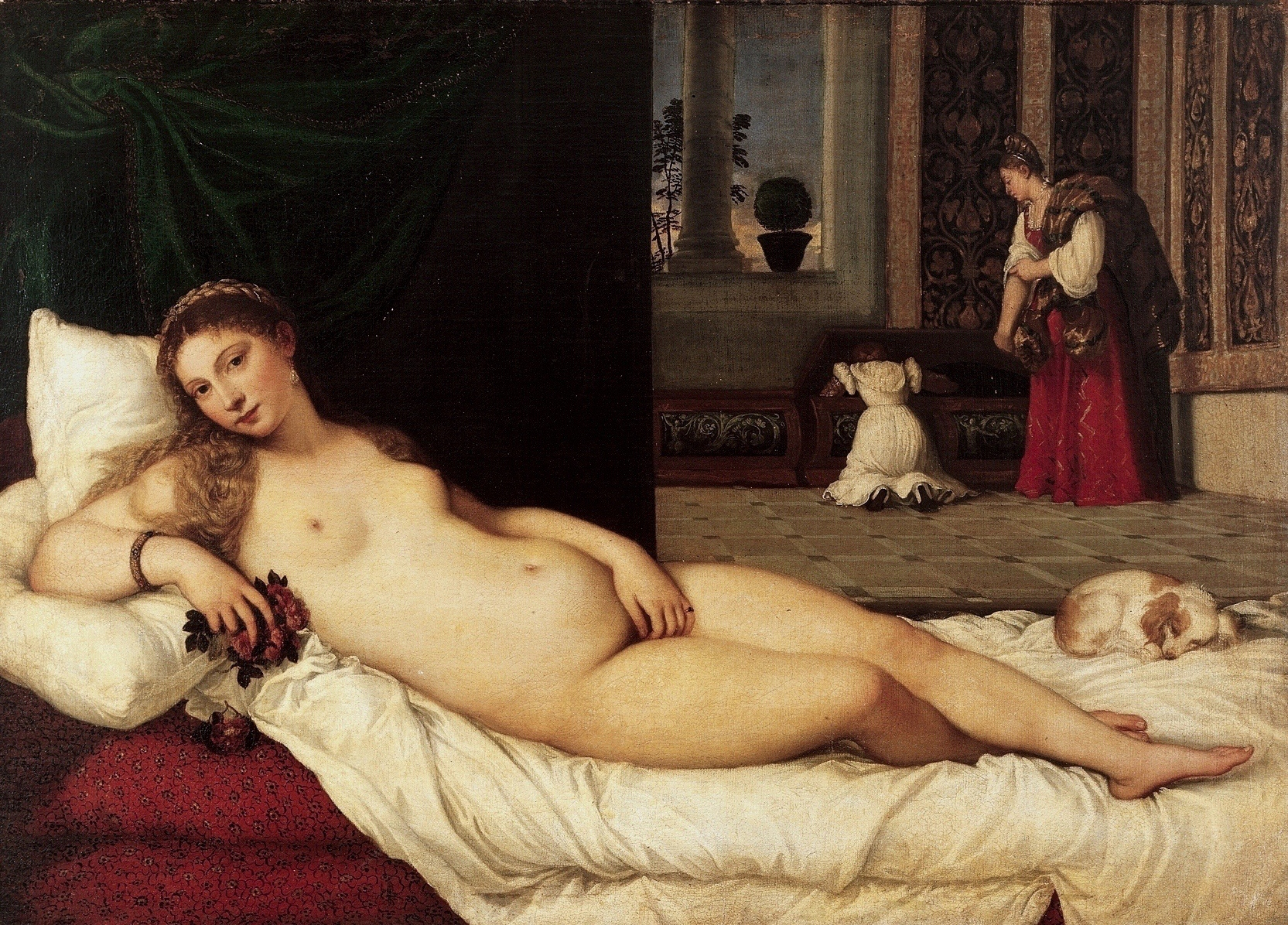
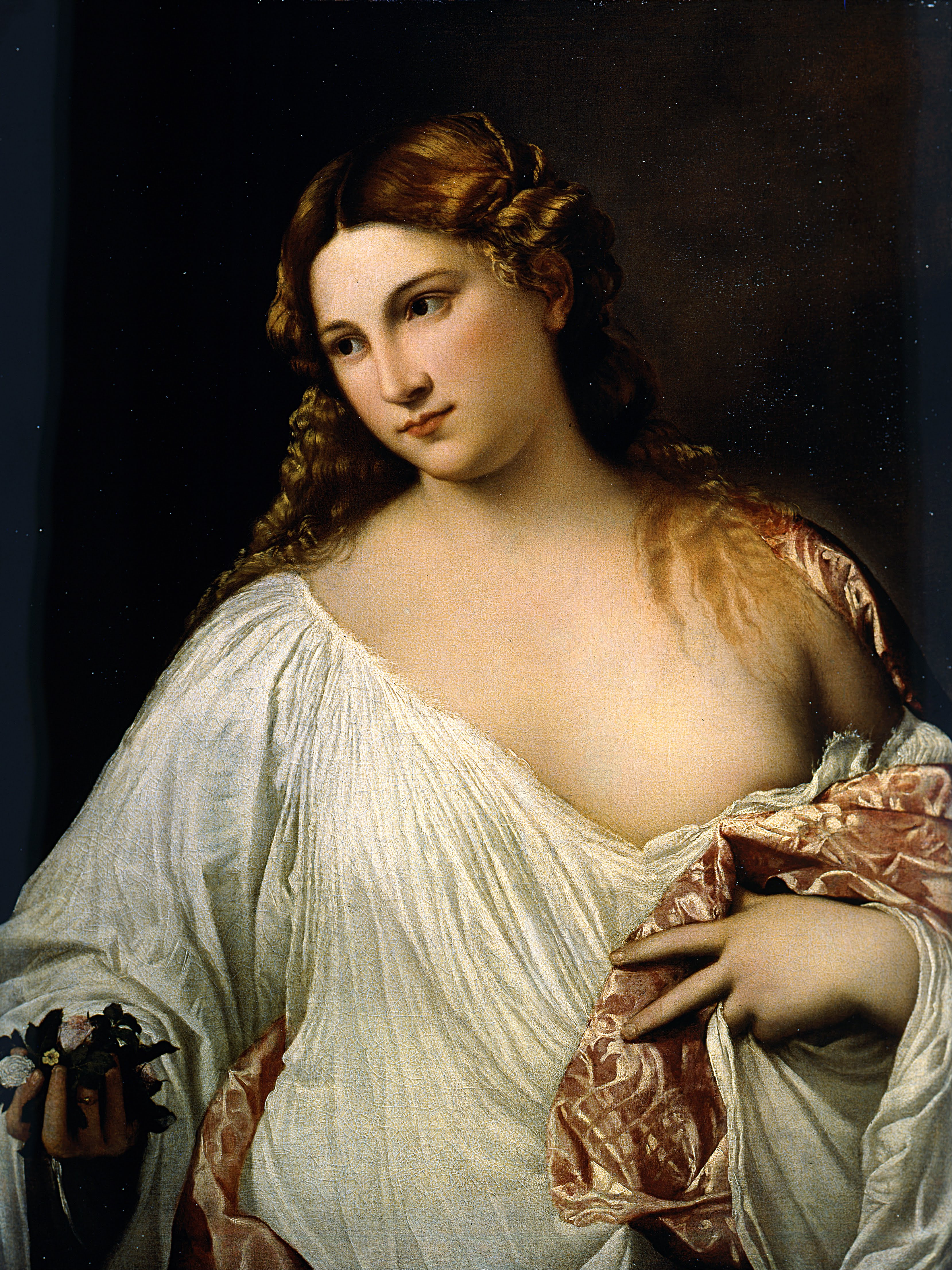
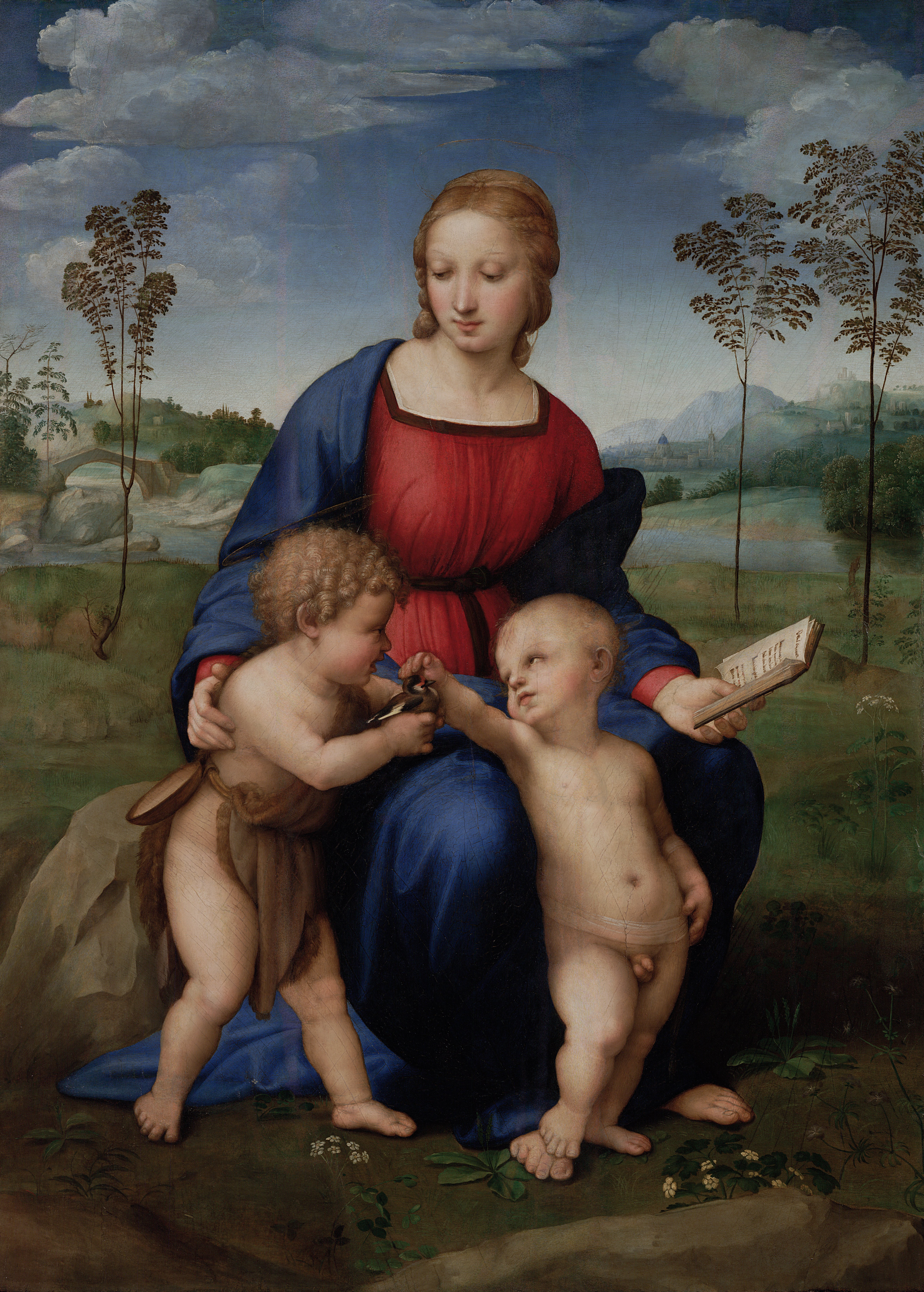
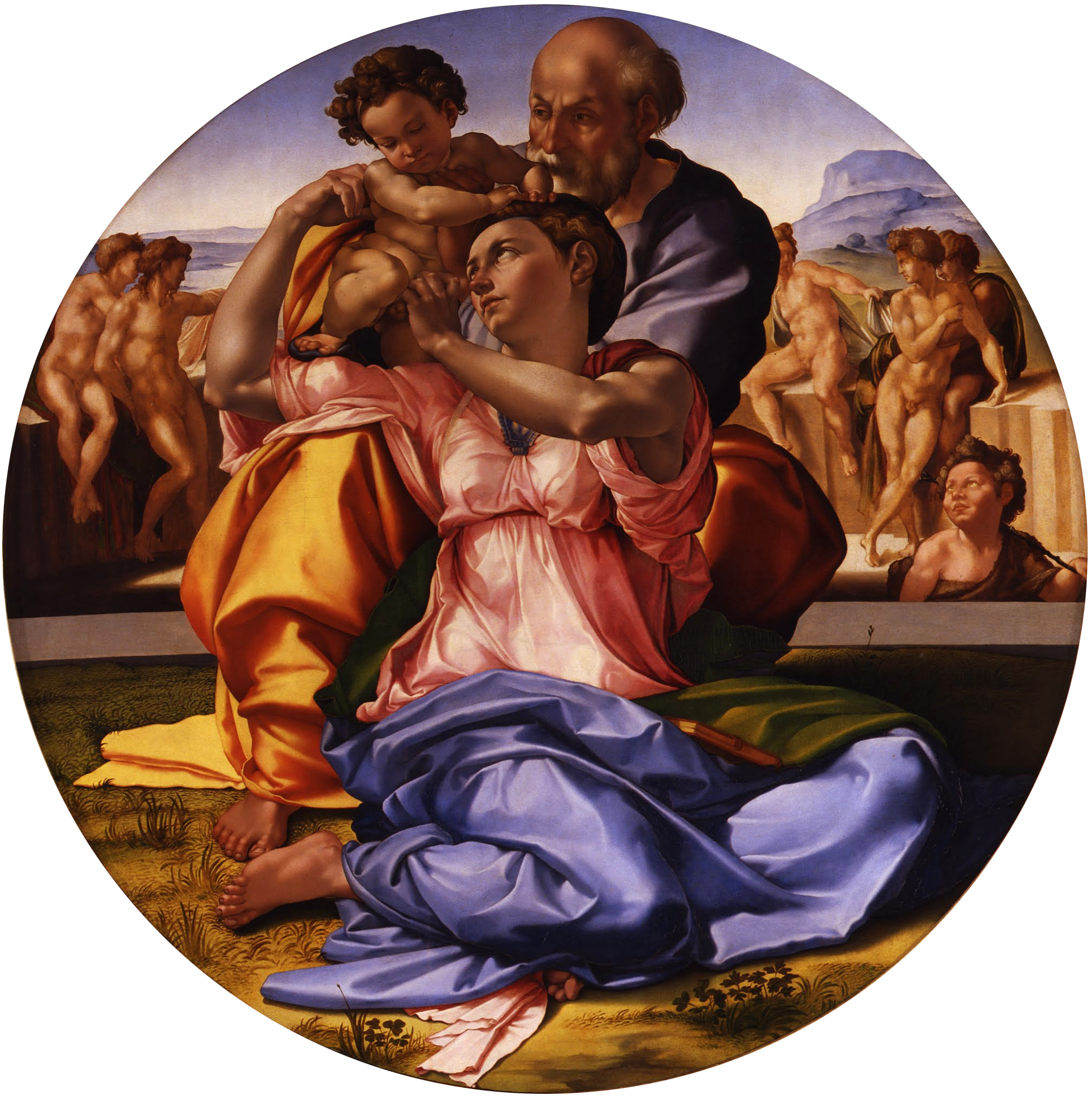
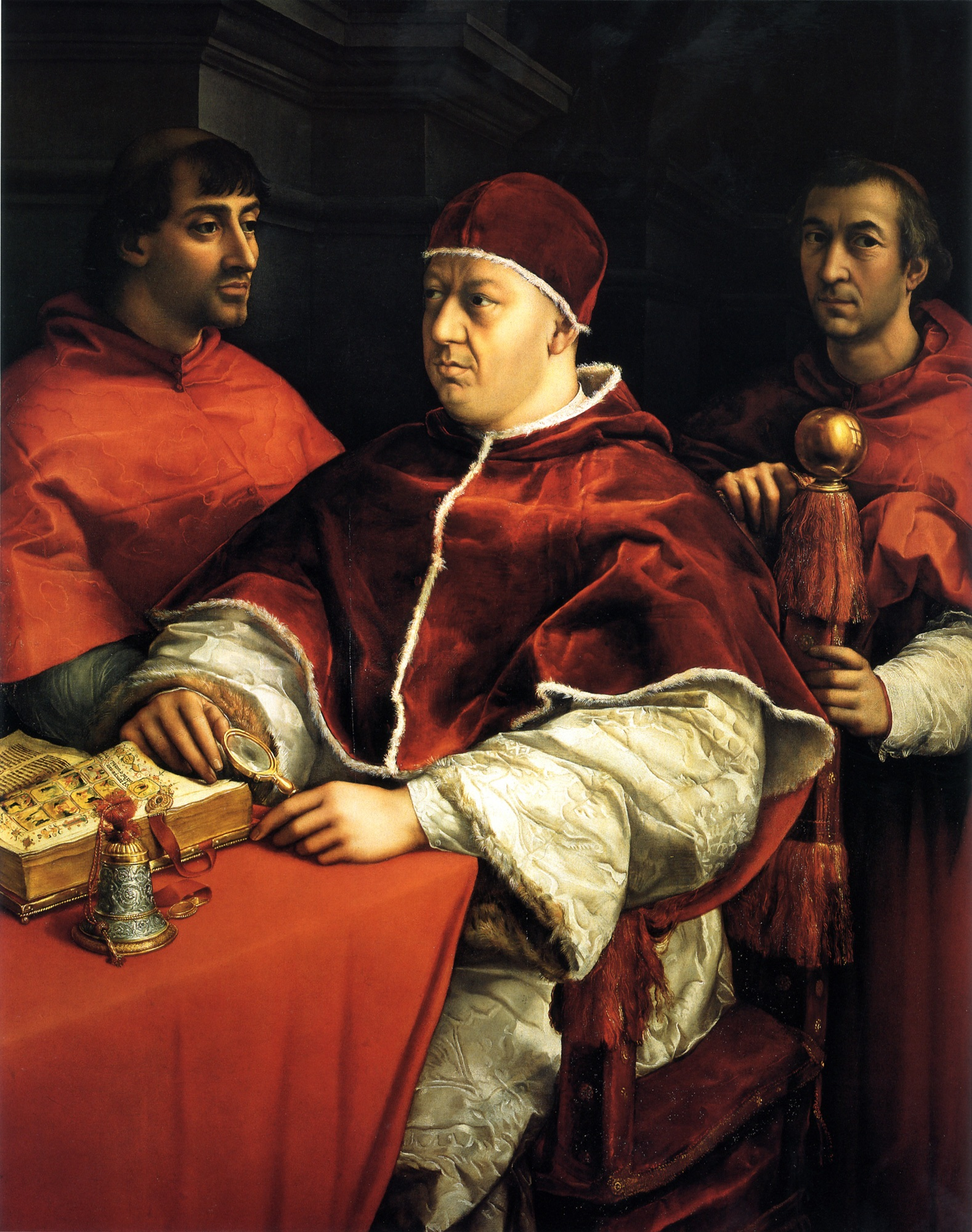
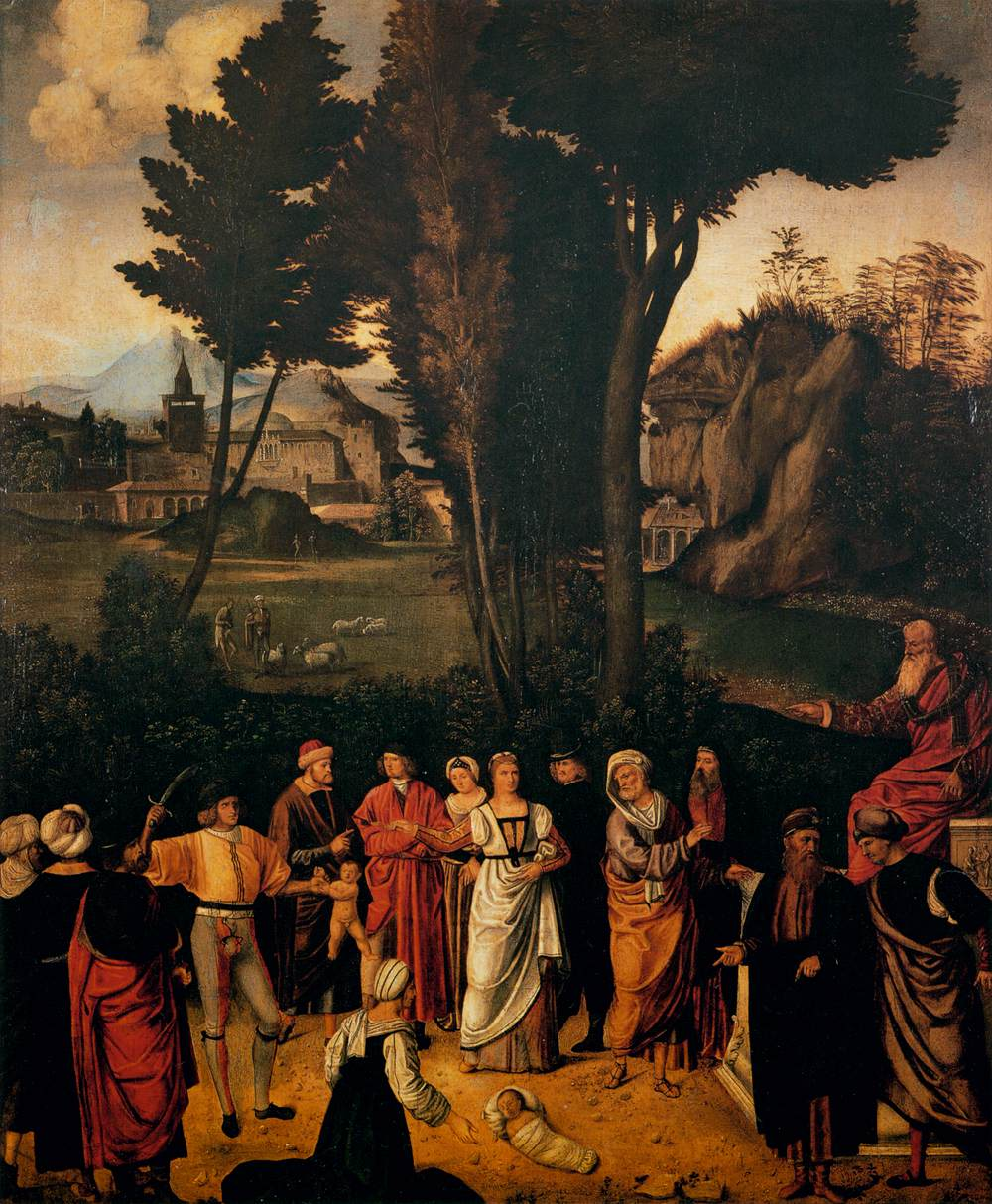
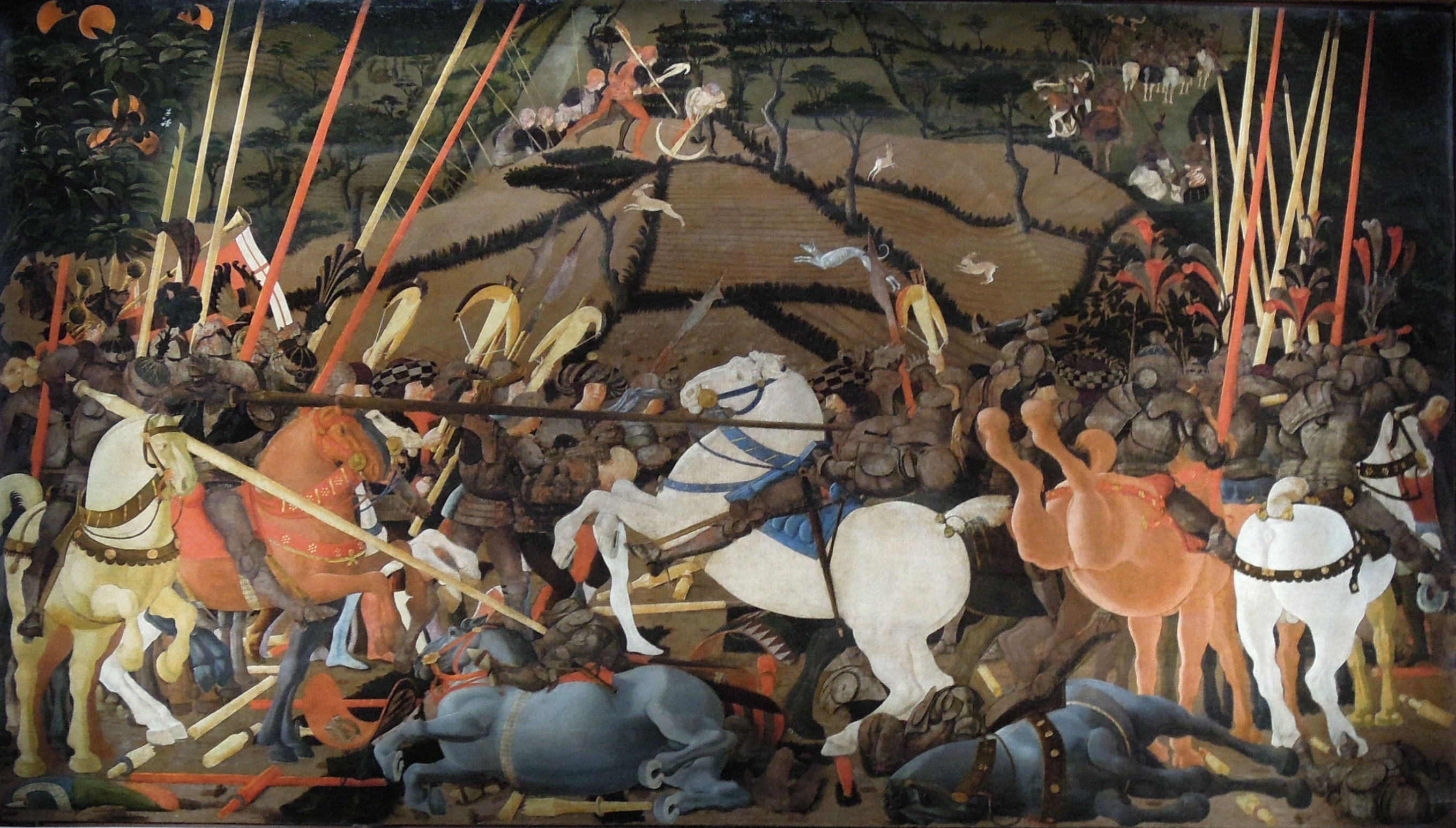
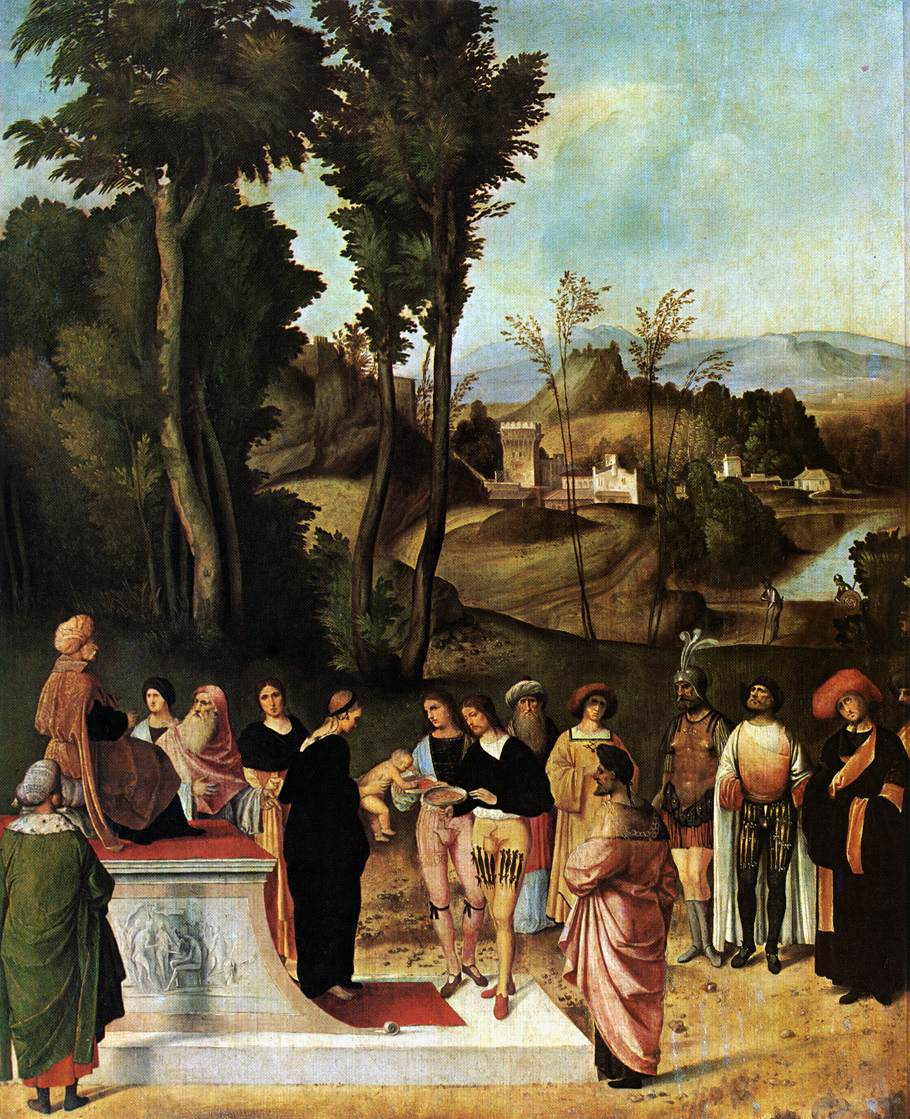
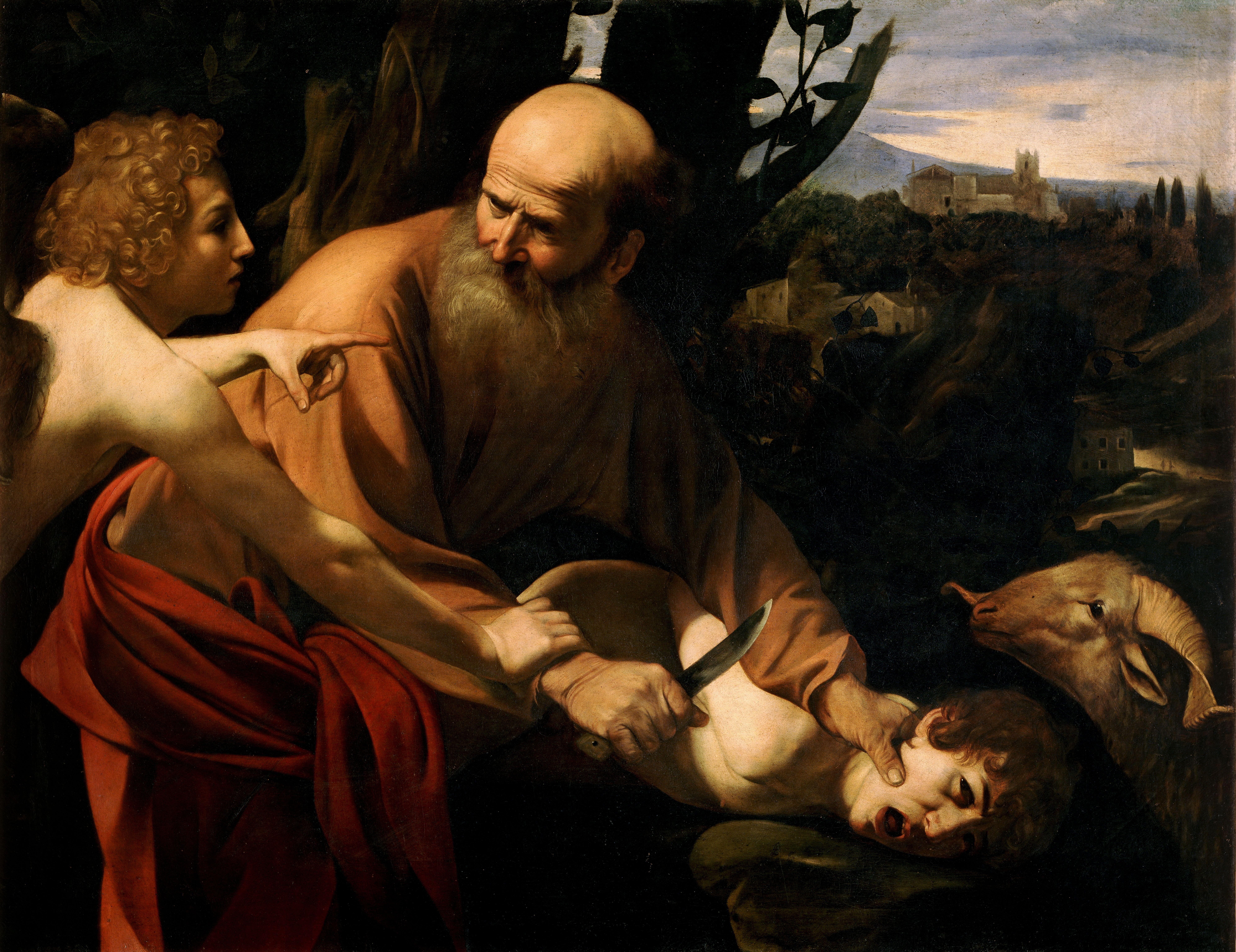
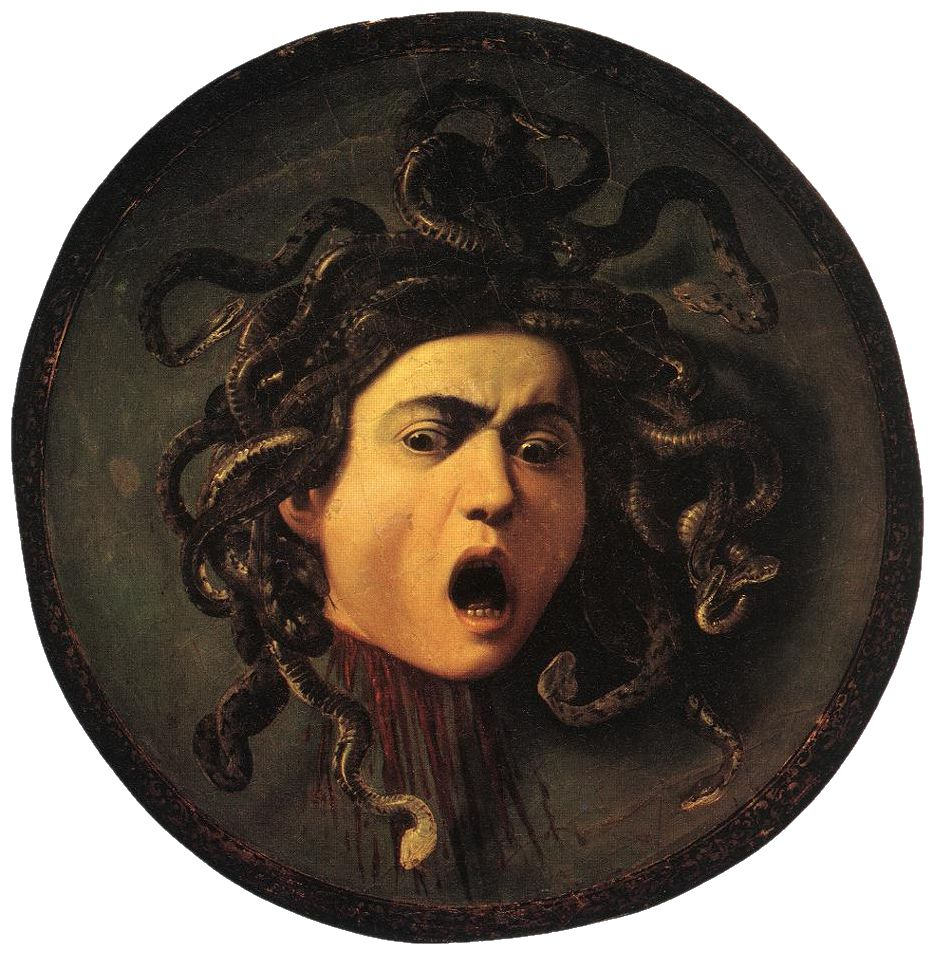
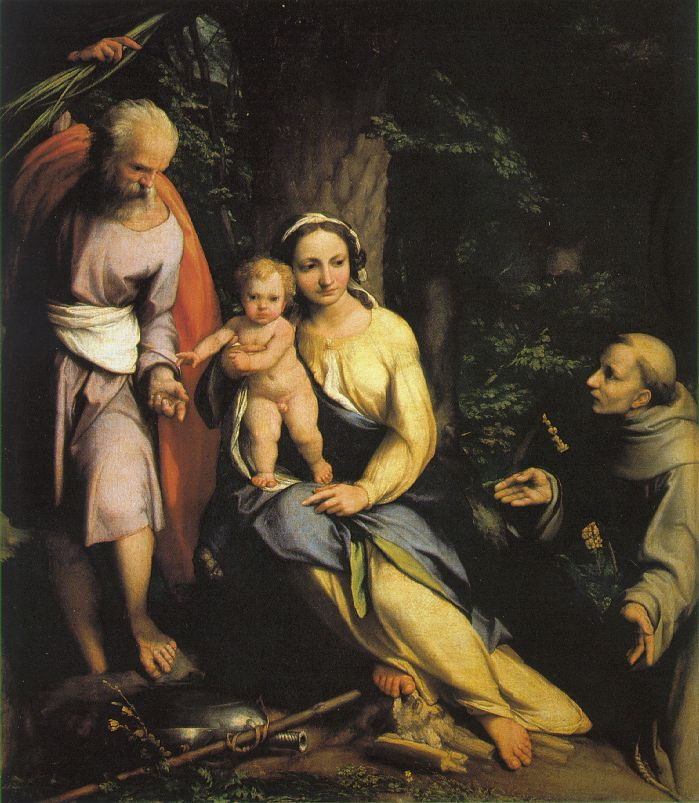
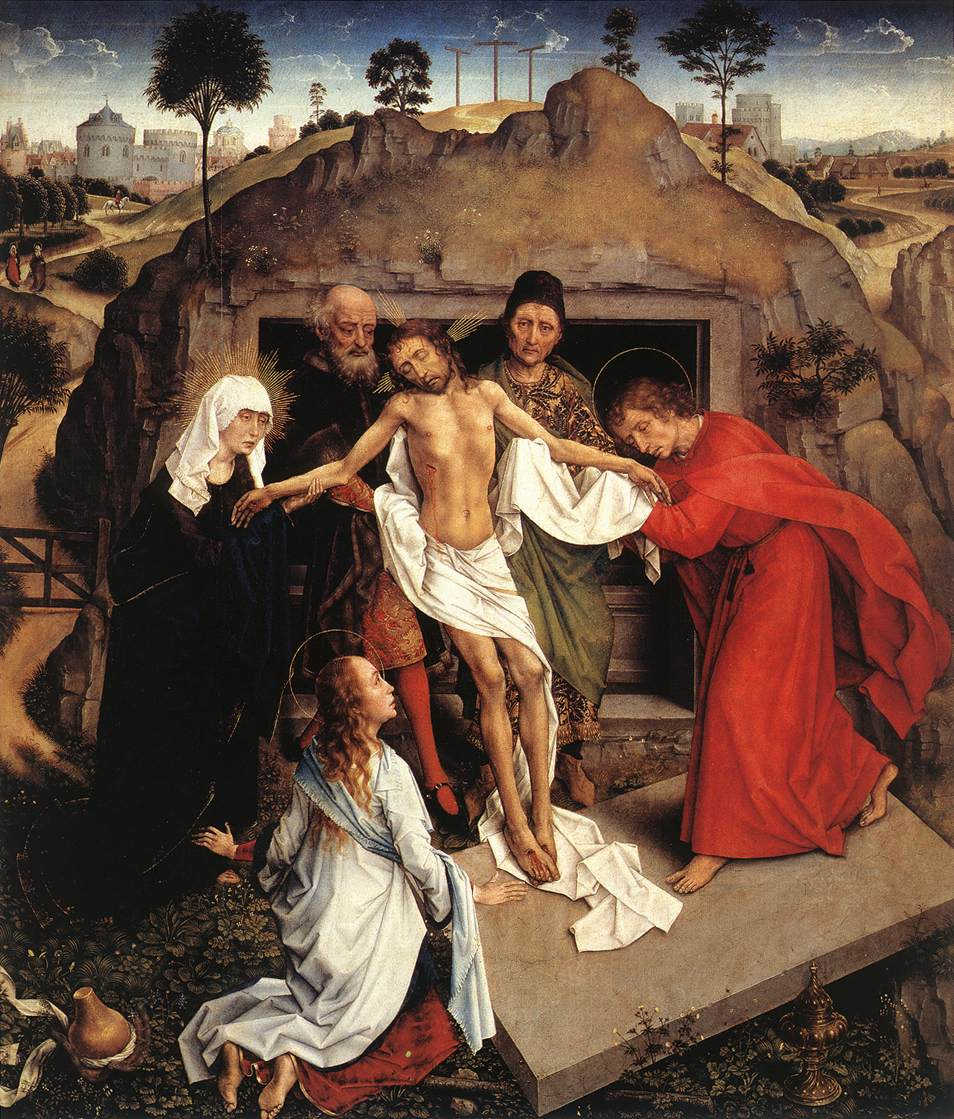
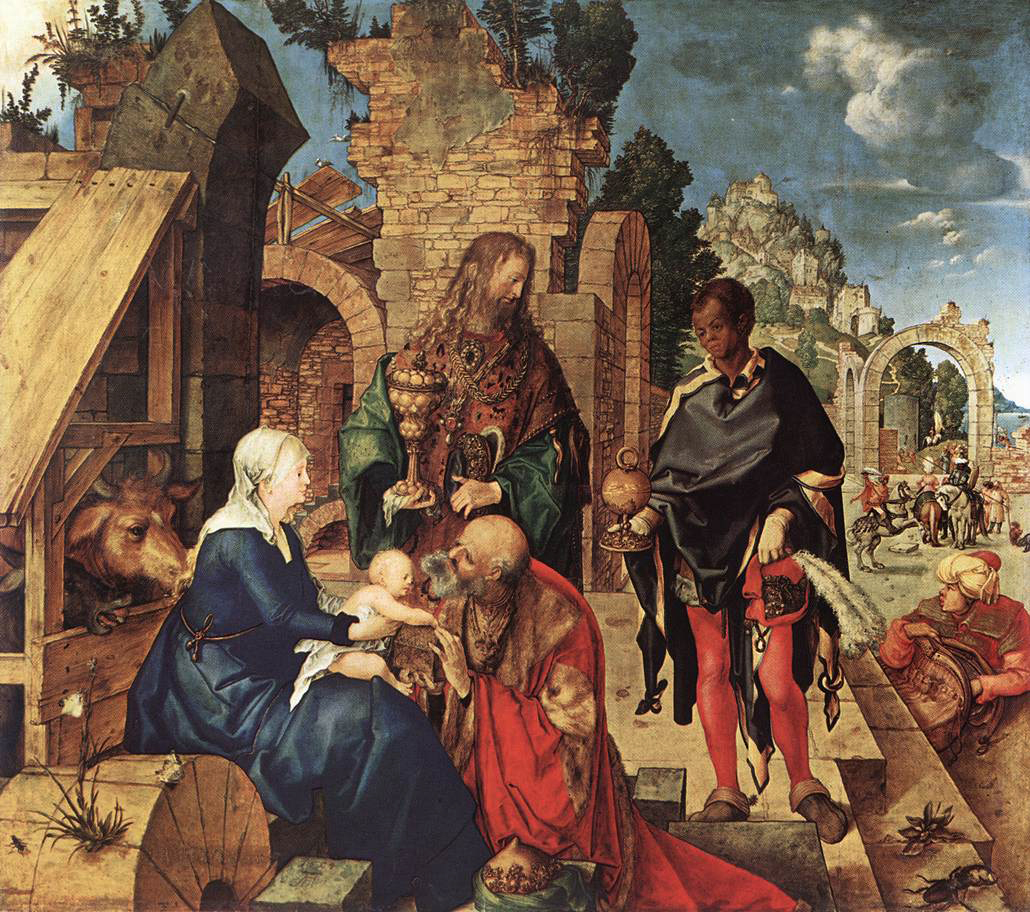
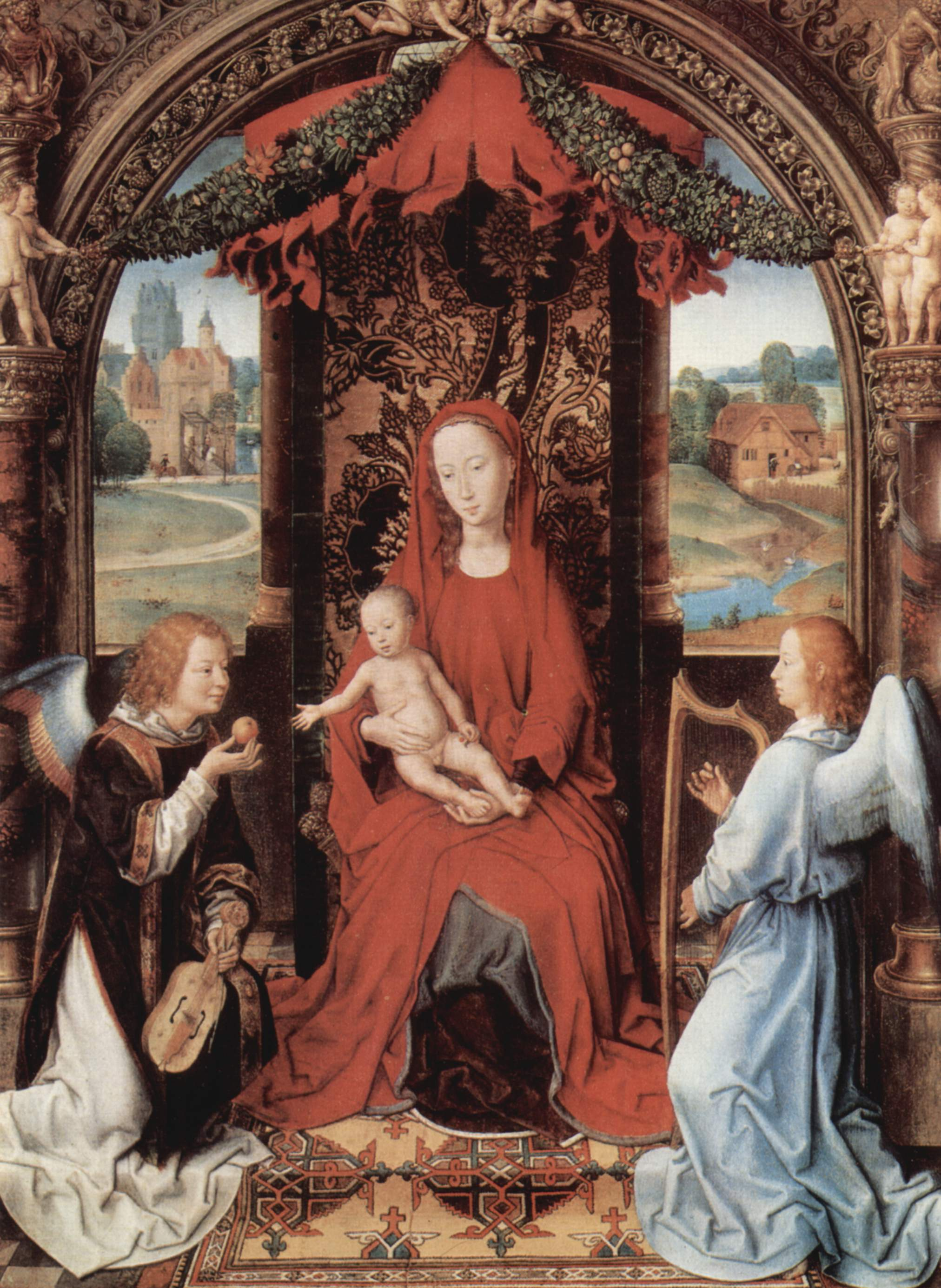
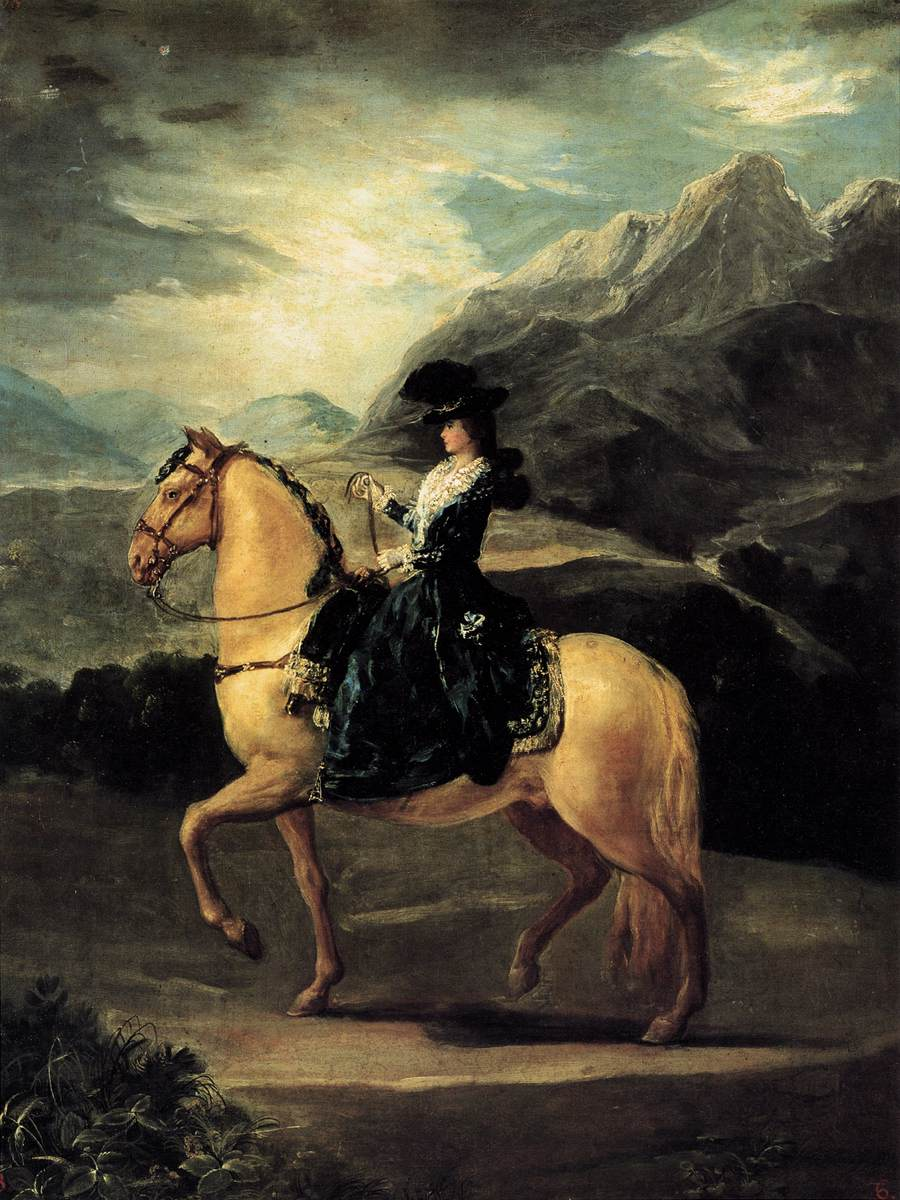
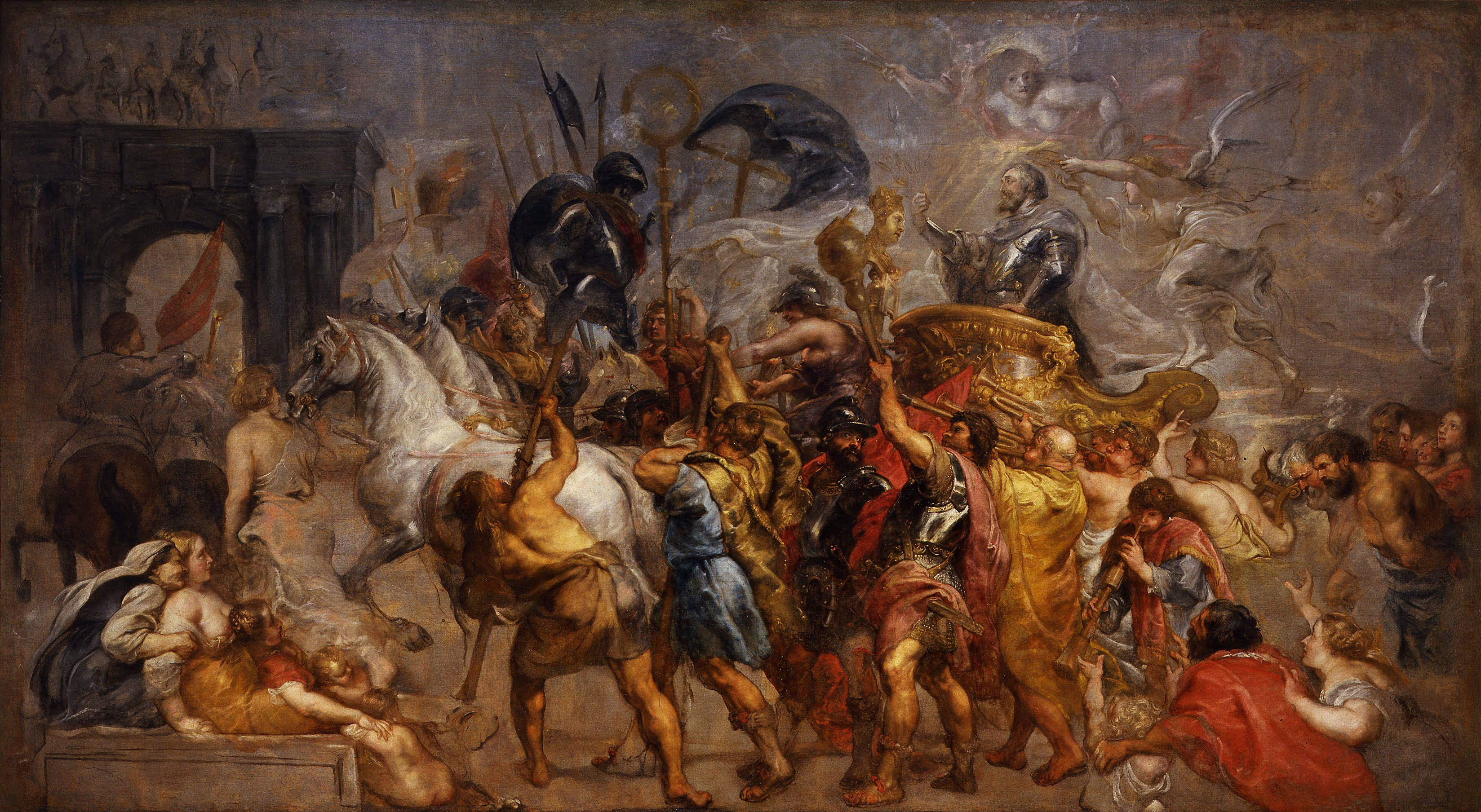
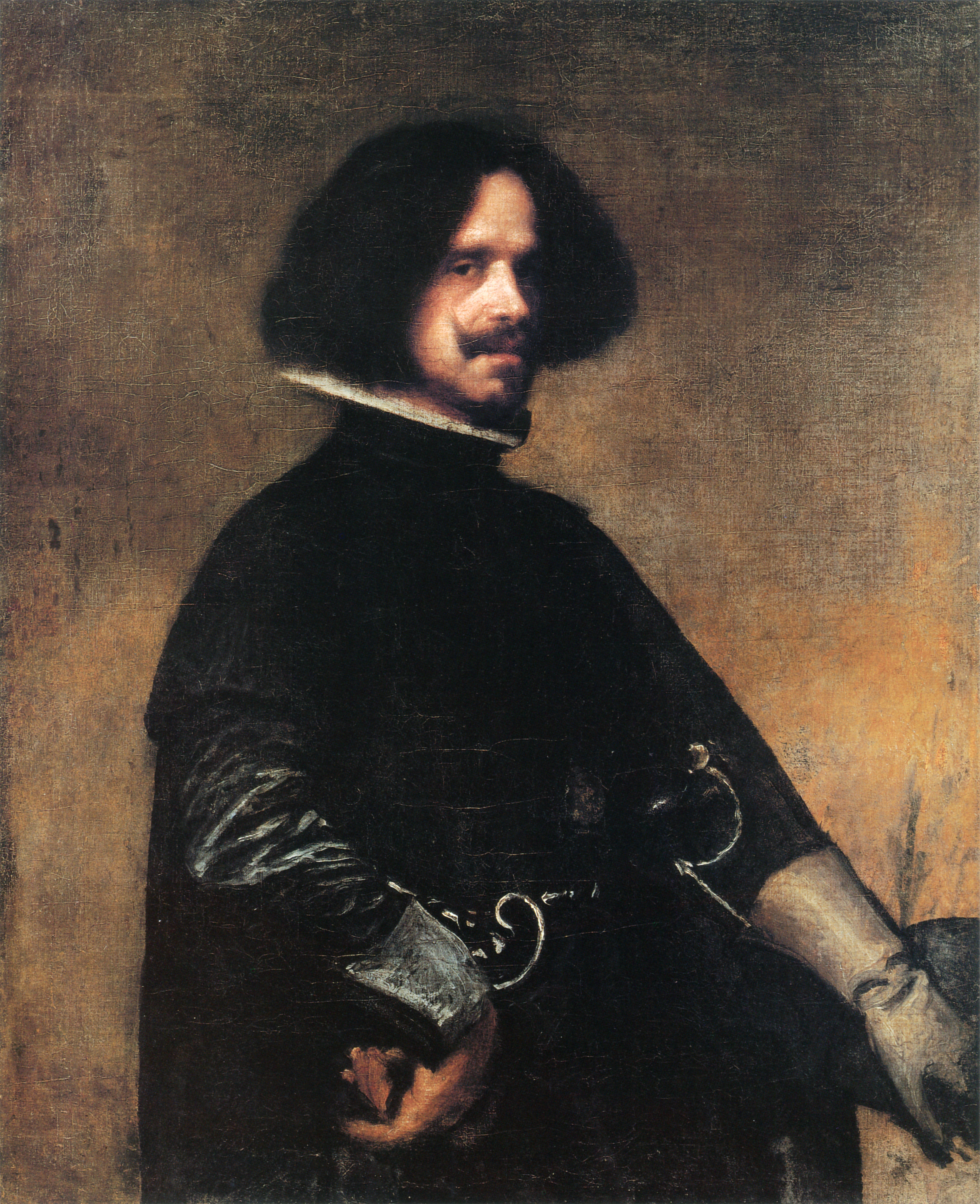
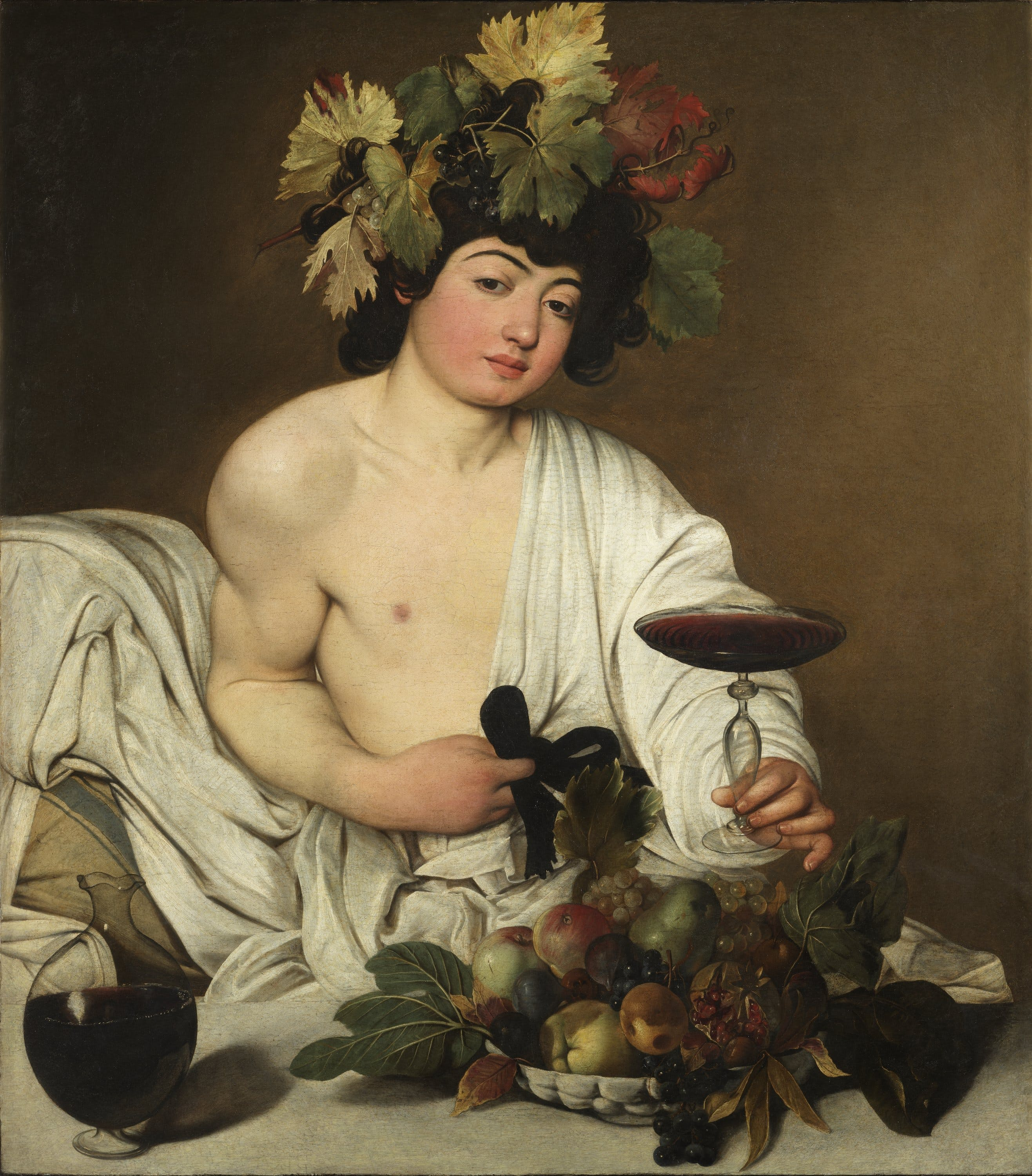
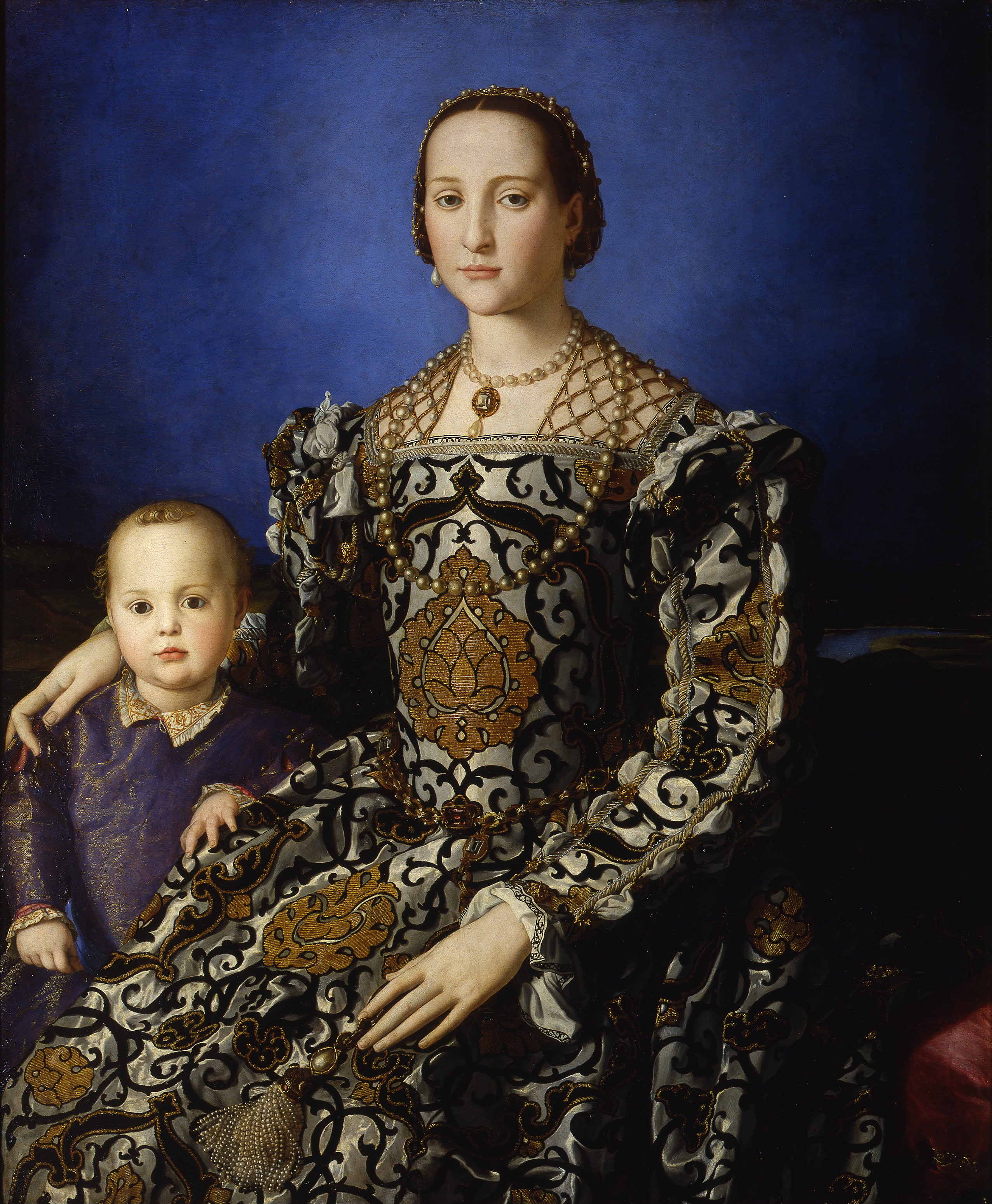
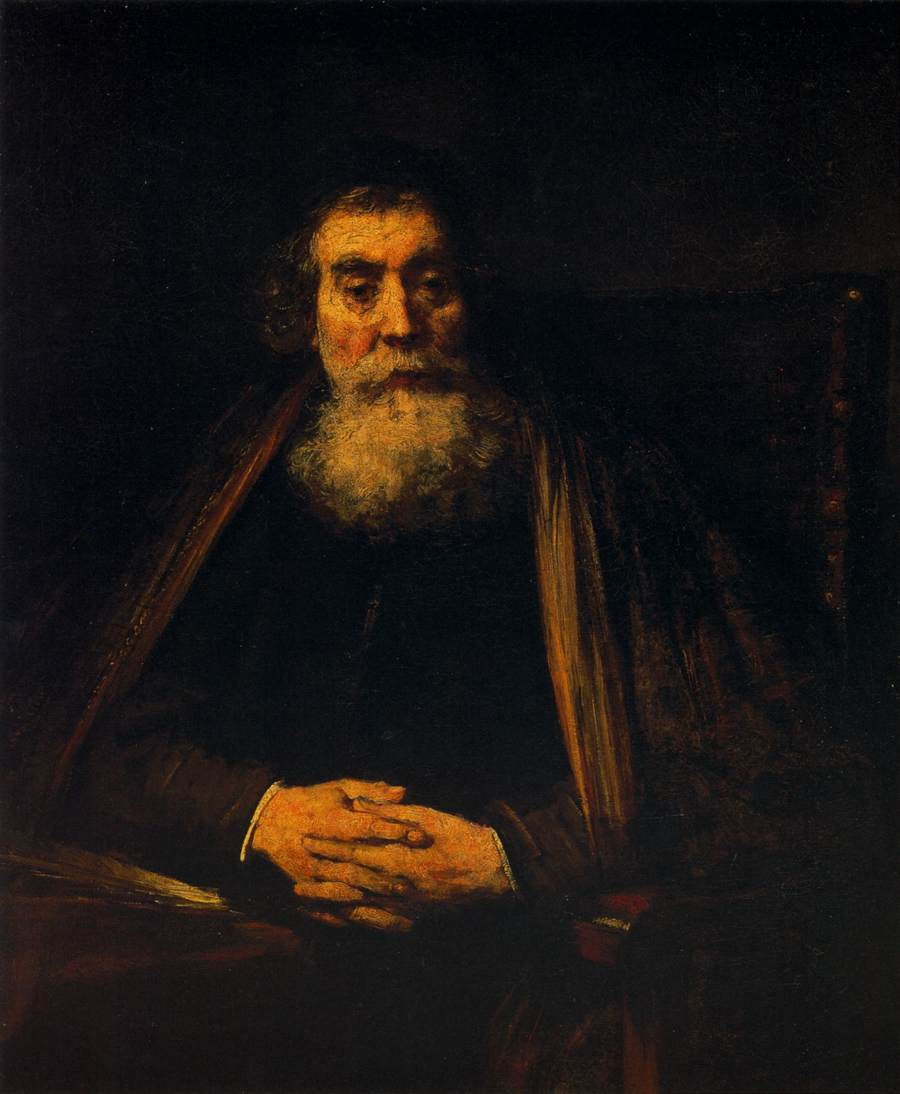
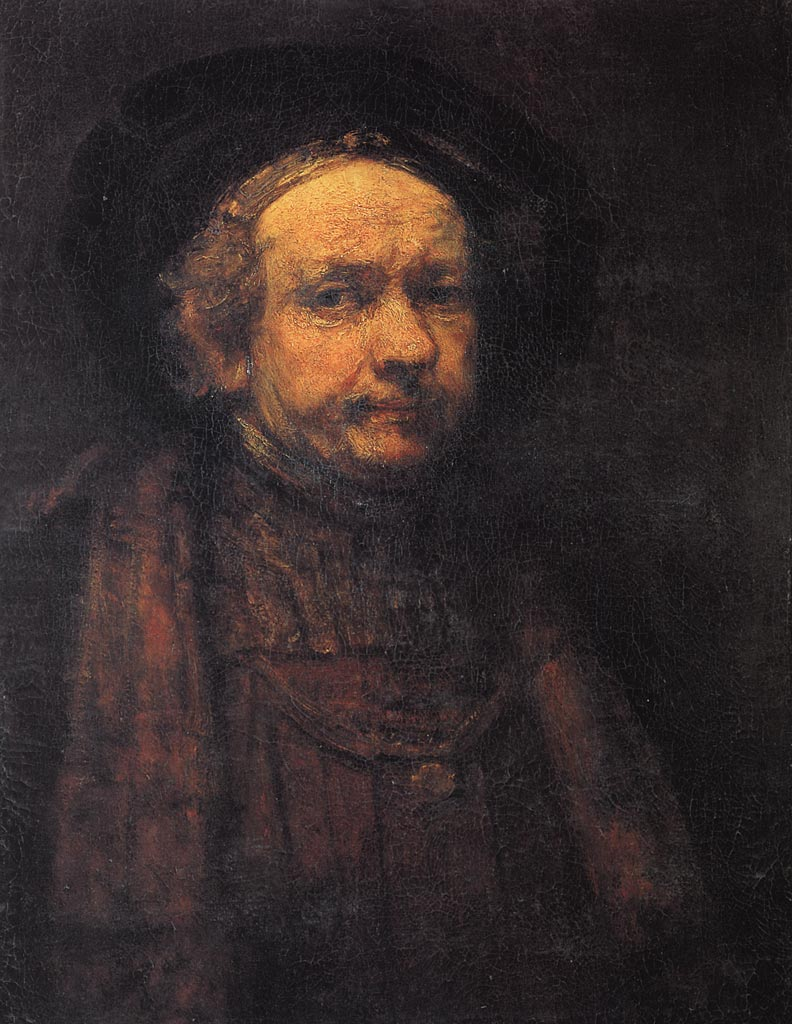
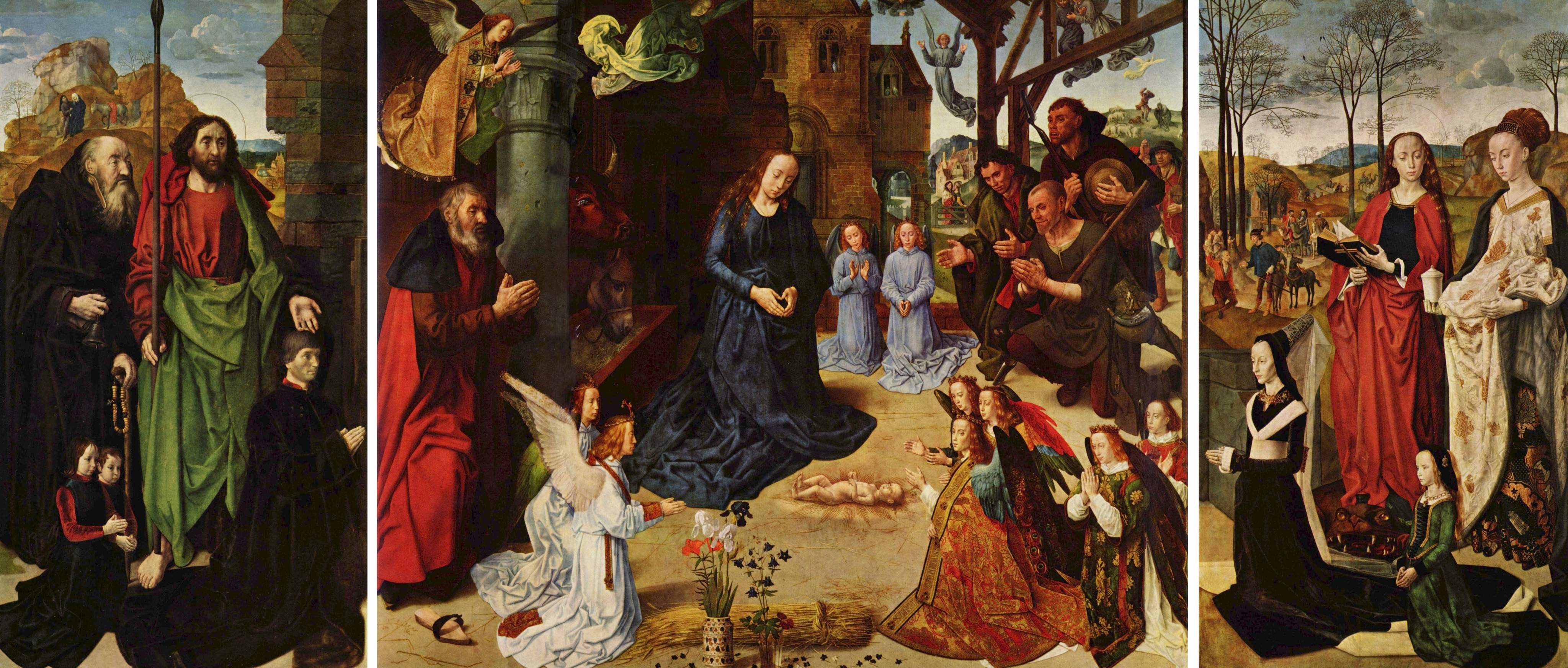
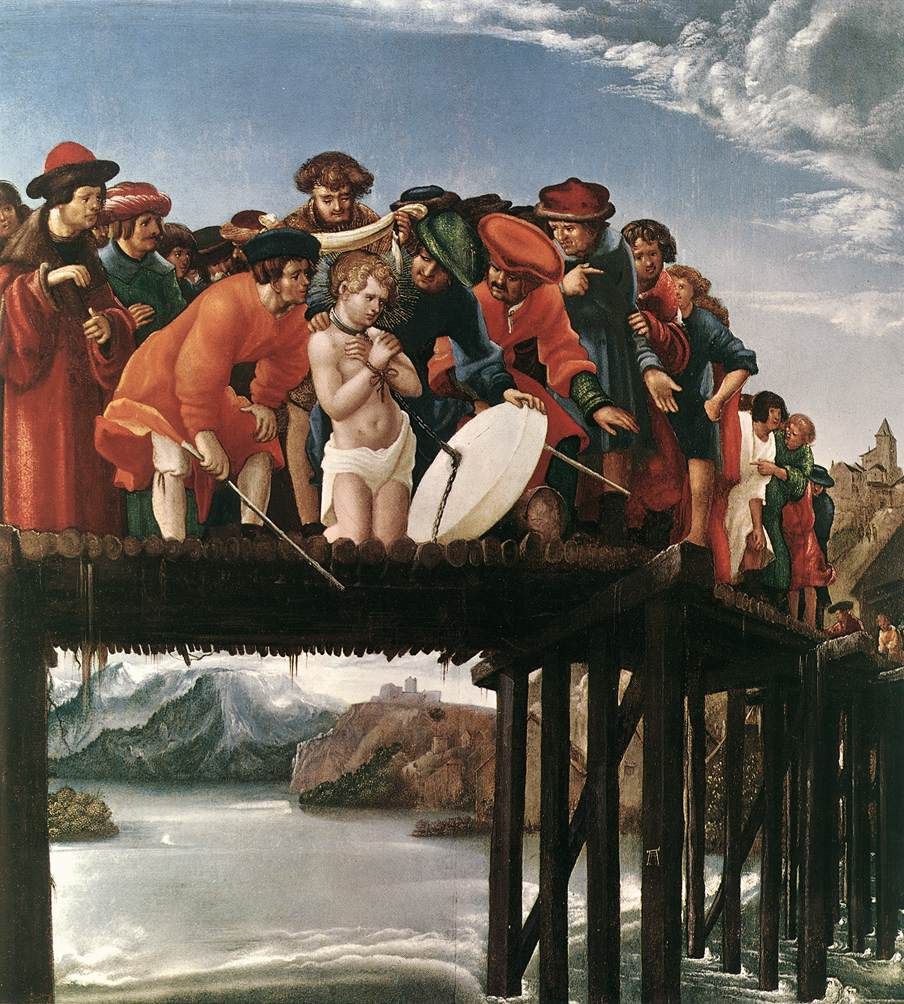
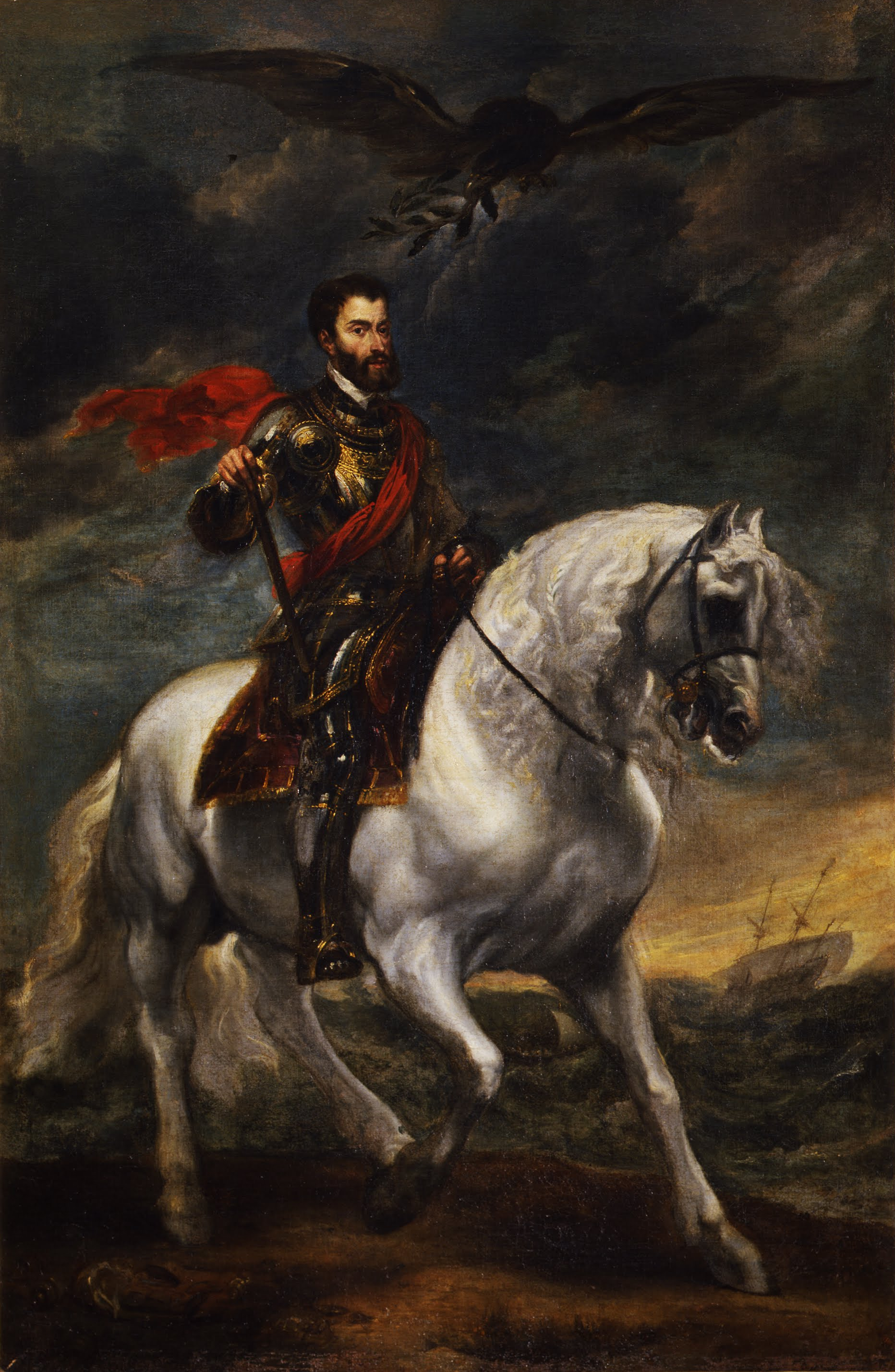
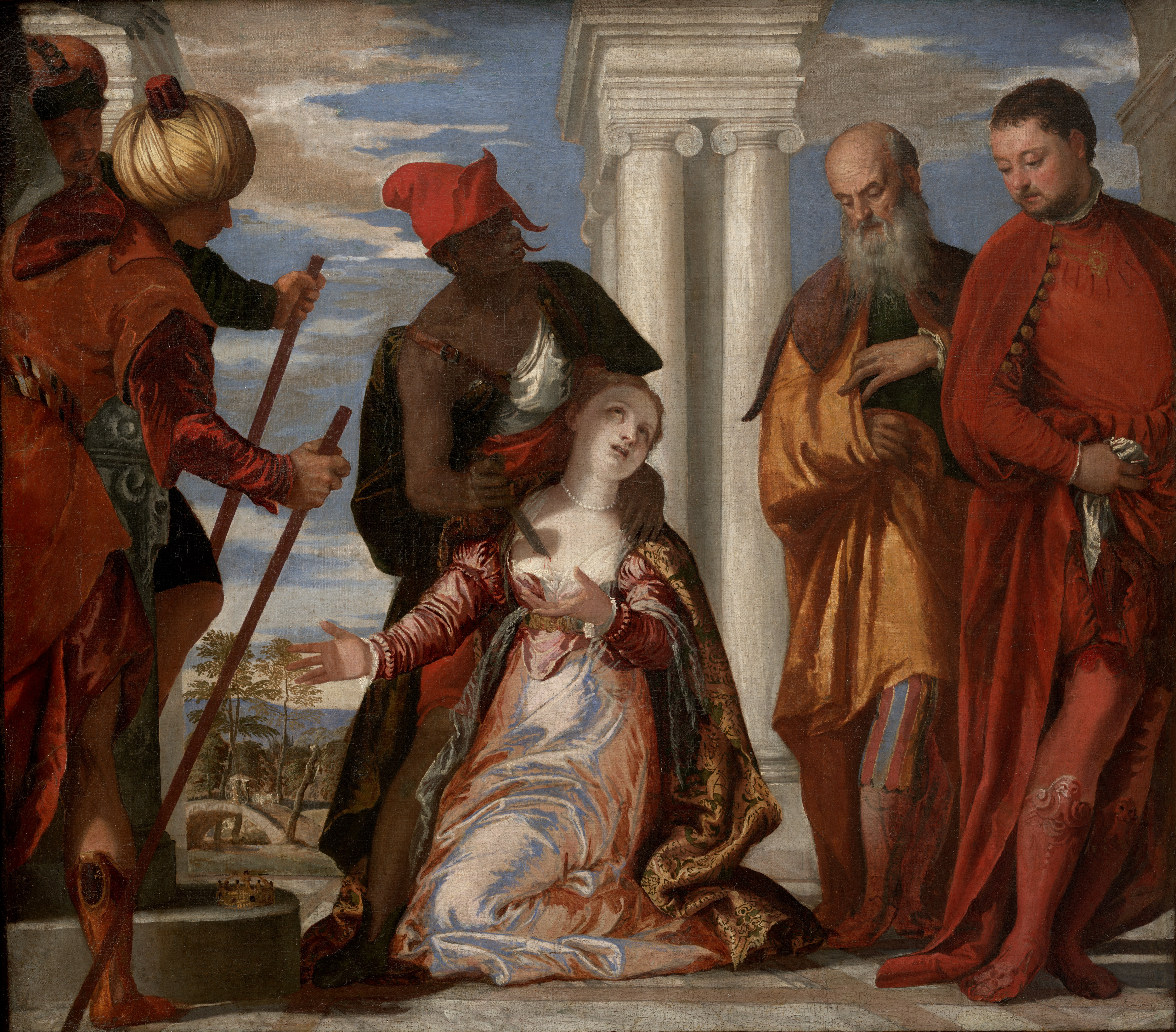
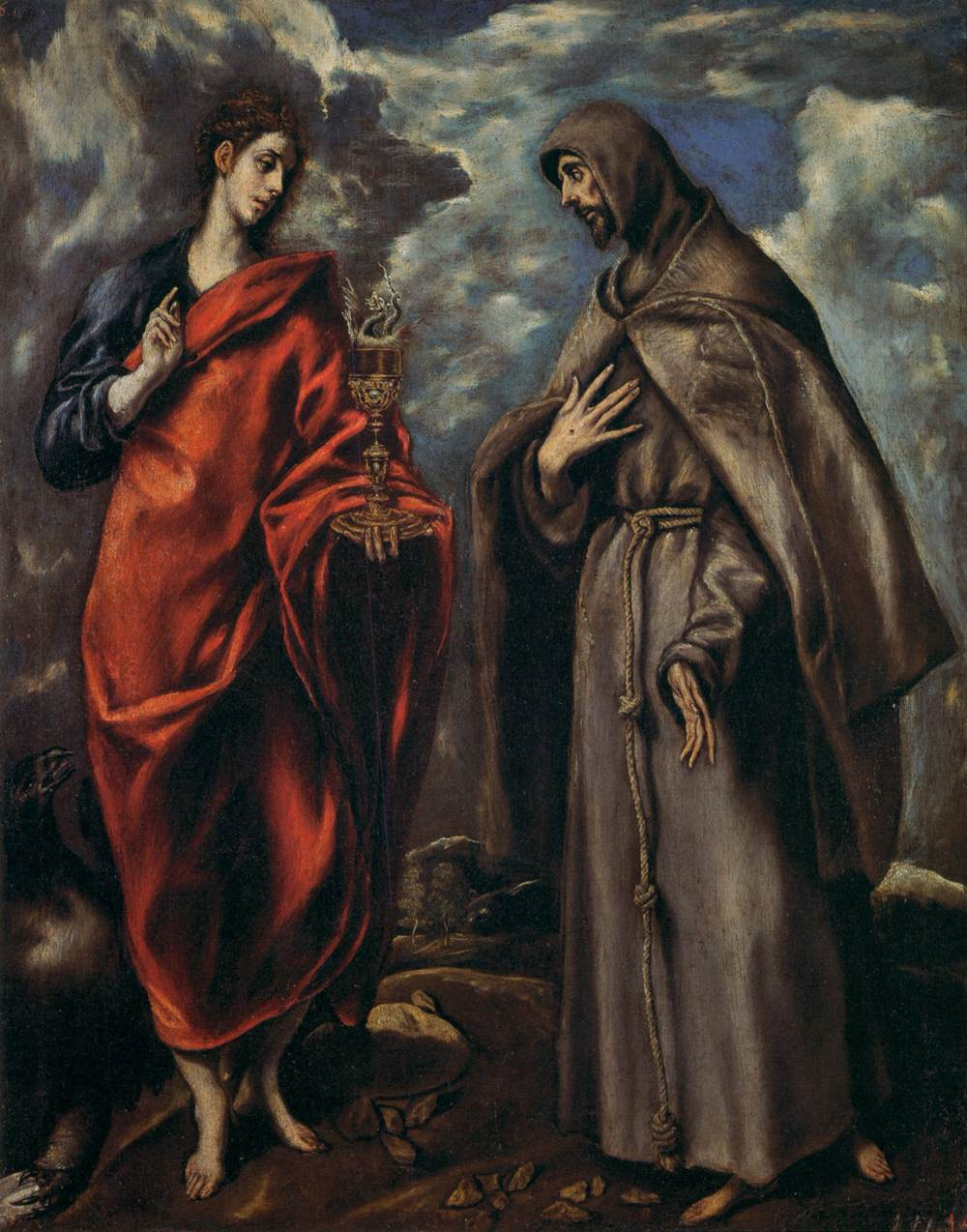
حوالی ۱۴۸۶ م.
اثر ساندرو بوتیچلی

علیرضایونس زاده حقیقی"لیسانس هنرهای تجسمی گرایش مجسمه سازی ازپژوهشکده دانشگاهی علوم وفنون نویدآرمان آتیه تبریز"شاعر"نویسنده"پژوهشگر"مجسمه ساز"روزنامه نگار" خبرنگارکه درسال1399به عنوان مفاخرفرهنگی شیرازشناخته شد.یک پیشنهادارائه داده است مبنی براینکه روز29بهمن برابربا18فوریه سالگرددرگذشت میکل آنژپیکرتراش که اوج رنسانس تجدیدحیات ادبی وهنری که بامرگ میکل آنژپیکرتراش به خاموشی گرائید.روزجهانی مجسمه"مجسمه سازی"(www.youneszade.ir)/